# Slaget vid Svensksund
Slaget vid Svensksund eller andra slaget vid Svensksund var ett sjöslag som ägde rum i Svensksund (finska: Ruotsinsalmi, ryska: Роченсальм, Rotjensalm) utanför dagens Kotka vid Finska vikens nordöstra kust mellan 9 och 10 juli 1790, och som blev den sista militära drabbningen under Gustav III:s ryska krig mellan 1788 och 1790. Slaget utkämpades mellan Arméns flotta (oftast kallad "skärgårdsflottan") och den ryska flottan. Båda flottorna bestod till stor del av galärer, och det var ett av de sista sjöslagen där galärer deltog.
Under krigets tredje år försökte den svenska flottan, under befäl av kung Gustav III att anfalla den ryska huvudstaden Sankt Petersburg. Företaget misslyckades och både den svenska linjeflottan och skärgårdsflottan blev instängd i Viborgska viken av ryska örlogseskadrar. Den 3 juli 1790 genomförde den svenska flottan en framgångsrik utbrytning, vilket senare kom att kallas för Viborgska gatloppet, och räddades från att förstöras av den ryska flottan. Ryssarna under prins Karl av Nassau-Siegens ledning jagade efter den svenska skärgårdsflottan, som tog ställning mellan öarna i Svensksund. 
Den 9 juli försökte den ryska skärgårdsflottan anfalla och med ett slag förinta den svenska skärgårdsflottan. Ryssarna upplevde stora svårigheter i striderna mot svenskarnas starka ställning, såsom ogynnsamma vindar och utmattade ryska fartygsbesättningar, i kombination med Nassaus högmodiga ledarskap. Slaget slutade med ett katastrofalt nederlag för Ryssland, där ryssarna förlorade en tredjedel av sin flotta, samtidigt som svenskarnas förluster var minimala.
Slaget vid Svensksund anses vara Sveriges största marina seger någonsin och var en direkt orsak till att kriget kort därefter avslutades genom fredsfördraget i Värälä, där ingendera sida hade vare sig vunnit eller förlorat markområden. Med tanke på antalet krigsfartyg som deltog betraktas sjöslaget också som det största i Östersjöns historia.

## Bakgrund
I juni 1788 lät kung Gustav III i hemlighet till kosacker utklädda svenska soldater anfalla en svensk postering i gränsområdet Puumala mellan Sverige och kejsardömet Ryssland. Syftet med det iscensatta anfallet, vilket orsakade stor upprördhet i Stockholm, var att övertyga rikets ständer till att ge Gustav III stöd till att deklarera ett "försvarskrig" mot Ryssland. Detta var viktigt eftersom Gustav III inte hade den konstitutionella rätten till att starta ett anfallskrig utan ständernas samtycke, som redan hade gjort klart att deras godkännande inte skulle vara förestående.
Orsaken till kriget var inrikespolitisk, då Gustav III trodde att ett kort krig skulle lämna oppositionen utan annat alternativ än att stödja honom. Efter att Gustav III genomfört en oblodig statskupp 1772, som avslutade Frihetstiden i Sverige, började han bli alltmer föraktad av adeln, vilket blev uppenbart under Riksdagen 1786. I fredsfördragen 1721 och 1743 blev Ryssland garant för den svenska regeringsformen, vilket gav Ryssland stort inflytande i Sveriges inre angelägenheter. Detta kom att försvåras efter Gustav III:s maktövertagande, men Katarina II hade planer på att återställa det svenska statsskicket från Frihetstiden, och i förbund med Danmark-Norge inringa riket. Detta hot var ytterligare en anledning till Gustav III:s krigsförklaring.
Storbritannien, Nederländerna och Preussen var avskräckta av Rysslands framgångsrika fälttåg under kriget mellan Ryssland och Osmanska riket (1787–1792), och hade som önskemål att kriget skulle spridas norrut, vilket skulle avleda Katarina II:s uppmärksamhet från osmanerna. Det var på deras inrådan som Gustav III ingick en allians med Osmanska riket under sommaren 1788. Dock var endast osmanerna villiga att alliera sig med Sverige, då Storbritannien, Nederländerna och Preussen avvisade Sveriges ansträngningar till att bilda en allians.
Gustav III:s främsta mål var att återta en del av det territorium i öster som hade förlorats till ryssarna på 1740-talet, under Hattarnas ryska krig. År 1788 påbörjade han en maritim framstöt i Finska viken, där han planerade att anfalla Kronstadt och Sankt Petersburg, samt utnyttja Rysslands avdelning av avsevärda resurser från den ryska Östersjöflottan till Svartahavsflottan i kriget mot osmanerna. Kriget skulle vinnas genom en överraskningsattack mot Sankt Petersburg, som skulle genomföras av den Svenska marinen och skärgårdsflottan placerade vid sjöfästningen Sveaborg. Men efter slaget vid Hogland tog emellertid ryssarna initiativet. Den svenska armén hade framgångar i Finland, men var lamslagen av politiska fraktionsstrider, inte minst av de adliga officerarnas sammansvärjning mot Gustav III, kallad Anjalaförbundet. En krigsförklaring kom från Danmark-Norge, det så kallade Teaterkriget, i enlighet med dess fördragsenliga skyldigheter mot Ryssland. Gustav III lyckades få det svenska folket på sin sida under hösten 1788, och kriget avslutades genom medling av Storbritannien och Preussen. Senare under vintern arresterades huvudmännen inom Anjalaförbundet.
Det första slaget vid Svensksund den 24 augusti 1789 slutade med ett stort svenskt nederlag, där den svenska skärgårdsflottan led betydande förluster. Carl Nathanael af Klercker ledde flottans reparationer i Lovisa, vilka tog en månad. Från vintern 1789 till maj 1790 byggde af Klercker flera nya fartyg, och i maj 1790 var skärgårdsflottan starkare än någonsin.

## Flottornas tillstånd

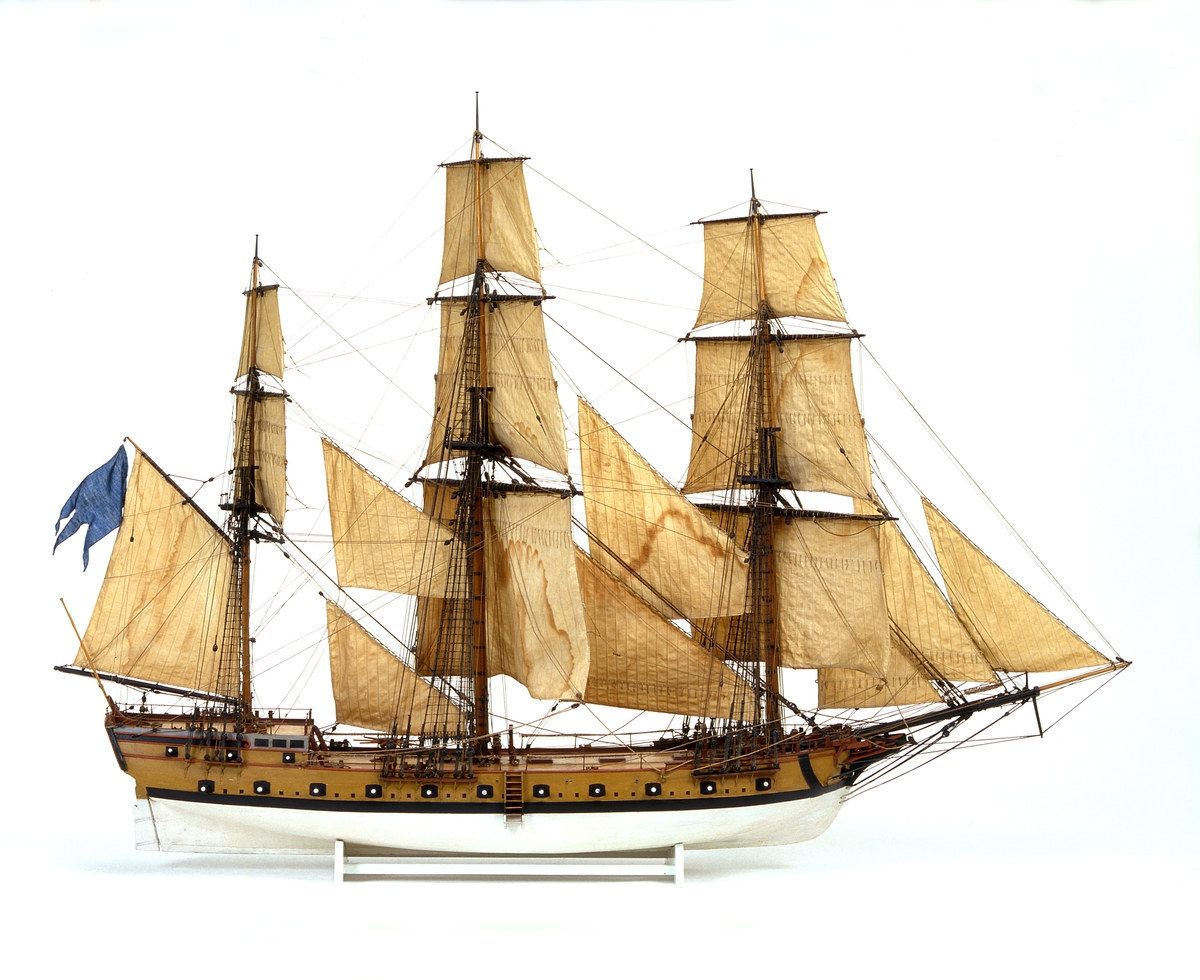
Modell av hemmeman Styrbjörn, utställt på Sjöhistoriska museet.

Modell av en kanonslup, utställt på Sjöhistoriska museet.

Sverige och Ryssland var de två främsta konkurrenterna om herraväldet över Östersjön under 1700-talet, och byggde några av tidens största galärflottor. De användes till amfibiska operationer i både Hattarnas och Gustav III:s ryska krig. De sista galärerna som någonsin byggts gjordes av Ryssland 1796, och förblev i rysk tjänst långt in på 1800-talet. Under andra hälften av 1700-talet ersattes galärernas roll i Östersjöns kustflottor med "skärgårdsfregatter" och "schebecker", och efter 1790-talet med olika typer av kanonbåtar.

Tidig typ av kanonjolle, med sin karakteristiska "svans" i aktern som ökade bärigheten och förenklade laddning av den fasta kanonen. Modell från Sjöhistoriska museet.

På 1750-talet och 1760-talet arbetade skeppsbyggaren Fredrik Henrik af Chapman, i samarbete med skärgårdsflottans befälhavare Augustin Ehrensvärd, med att utveckla flera nya fartygstyper som skulle stärka den svenska flottan i termer av eldkraft, manövrerbarhet, sjövärdighet och passande logi för matroserna. Resultatet blev fyra nya fartygstyper som använde åror, men med tyngre beväpning och extra logi för besättningen, vilket var en nödvändighet i det kalla Östersjöklimatet. Dessa kallades för udema, pojama, hemmema och turuma, uppkallade efter de historiska finska landskapen Uusimaa (Nyland), Pohjanmaa (Österbotten), Hämeenmaa (Tavastland) och området Turunmaa (Åboland) vars kuster dessa fartyg var avsedda att försvara. Samtliga fyra kallades för skärgårdsfregatter, även om udema och pojama också beskrivits som "skärgårdskorvetter". Under Gustav III:s krig bistod de i amfibiska operationer och genomförde räder mot den ryska skärgårdsflottan, och samtidigt agerade de som flankstöd för de svenska marktrupperna på det finska fastlandet. Skärgårdsfregatterna hade dock enbart begränsade fördelar. De hade en överlägsen eldkraft i förhållande till galärer, men hade undermåliga seglingsegenskaper och var långsamma att manövrera med åror. af Chapman konstruerade även kanonslupen, en kanonbåt med två kanoner och skonertsegel, och kanonjollen, en mindre variant av kanonslupen med en kanon. Dessa kunde skjuta effektiva skott, och var svåra att träffa. Både kanonslupen och kanonjollen hade en framträdande roll i både Gustav III ryska krig och Finska kriget, och kom att bilda modell för flera länders flottor.
Under 1700-talet introducerade den ryska flottan schebecker, inspirerade av Medelhavsflottornas varianter. Schebeckerna var skickliga seglare, kunde ros vid behov och hade fler kanoner och större utrymme än galärer; de var också mindre dyra att underhålla. De ryska fartygen influerade af Chapman och de svenska sjöofficerarna, och hans nya fartyg var följaktligen vidareutvecklingar på dessa principer, men anpassade till skärgårdskrigföring.

## Upptakten till slaget

"Retraiten från Viborg d. 3 juli 1790". Olja av Johan Tietrich Schoultz.

En månad före slaget genomförde den svenska flottan en operation i Finska viken. I samarbete med den engelska sjöofficeren William Sidney Smith utarbetade Gustav III en plan om att örlogsflottan, under befäl av kungens bror hertig Karl av Södermanland skulle angripa den ryska örlogsflottan, förlagd i Kronstadt. Samtidigt skulle kungen och skärgårdsflottan angripa den ryska skärgårdsflottan vid Viborg, där de skulle landsätta trupper som skulle tåga mot Sankt Petersburg. Gustav III gjorde ett framgångsrikt anfall mot den ryska flottbasen i Fredrikshamn, och på vägen mot Viborg plundrade skärgårdsflottan de ryska förnödenhetslinjerna. Hertig Karl misslyckade med att besegra de ryska eskadrarna vid Reval och Kronstadt, och örlogsflottan seglade vidare till Viborgska viken. Där blev hela den svenska flottan, bestående av 32 enheter från örlogsflottan och 242 enheter från skärgårdsflottan, blockerad av ryska örlogseskadrar under befäl av överamiralen Vasilij Tjitjagov. Blockaden kom att pågå under en månad, och ryssarna planerade att anfalla de svenska fartygen från olika håll, och förinta den svenska flottan innan vinden skulle tillåta den att fly från blockaden. På natten mellan 2 och 3 juli seglade den ryska skärgårdsflottan för att anfalla svenskarna som låg stationerade vid Björkösund. Överstelöjtnant Claes Hjelmstjerna lyckades med sina kanonslupar och jollar hålla ut mot den ryska skärgårdsflottan tillräckligt länge för att låta den svenska flottan förbereda sig för en utbrytning. Denna verkställdes på dagen den 3 juli, i det som senare kallats Viborgska gatloppet, och Gustav III och hans flotta lyckades äntligen bryta sig ut, om än med stora förluster som följd.
Vid framkomsten till Sveaborgs hamn 5 juli befanns örlogsflottans totalförlust vara 7 linjeskepp, 3 fregatter och några smärre fartyg samt omkring 5 000 man. Den svenska skärgårdsflottans totalförlust var 18 fartyg och 30 transportskepp. Gustav III och hans eget fartyg var nära på att bli taget av amiral Robert Crowns fartyg, innan Tjitjagov beordrade Crown att istället förfölja den svenska örlogsflottan, som stängdes in i Sveaborg och blockerades av ryska örlogsfartyg. Under Gustav III:s direkta ledning hade svenskarna mellan 4 och 5 juli samlat skärgårdsflottan i Svensksund, där dess förluster blev mer än ersatta genom föreningen med överstelöjtnant Carl Olof Cronstedt eskader ifrån Pommern, som hade anlänt till Svensksund månaden innan och bistod general Johan August Meijerfeldts marktrupper vid Kymmene älv. Kungen ville ta upp striden igen, men många officerare motsatte sig det och rådde till att retirera västerut. På morgonen inför slaget utsåg kungen plötsligt Cronstedt till flaggkapten istället för överste Georg Christian de Frese. Anledningen var troligen att de Frese hade önskat att de skulle dra sig tillbaka från Svensksund till en mer fördelaktig position, medan Cronstedt hade förespråkat att de skulle bekämpa ryssarna vid Svensksund, en plats som han kände väl till då han hade stridit mot ryssarna där under föregående år.
| ”             | Jag vet förut hvad man vill säga; men mitt beslut är taget. Vi stå här vi stå, och ni slåss käckt som vanligt. Skola vi falla, så skall man åtminstone se oss stupa inom fiendens gränser. | „ |
| – Gustav III. | |   |

Den ryska skärgårdsflottan leddes av den tyske prinsen Karl av Nassau-Siegen, vilken året tidigare segrat mot den svenska skärgårdsflottan i Svensksund och deltagit i blockaden av Viborgska viken. En av befälhavarna för ryska flottan, greve Giulio Renato Litta, beskrev Nassau som en äventyrare; ”Hans tapperhet bestod alla prov, men han saknade fullständigt bildning, och särskilt var han utan de mest elementära kunskaper i sjöväsendet.” Flottan var ivrig att anfalla svenskarna, speciellt under 9 juli som var årsdagen av Katarina II:s utropande till Rysslands kejsarinna. Nassau valde att skicka ut hela sin flotta från söder och samlade den vid Aspö och Fredrikshamn. Detta gjordes för att förhindra svenskarna från att fly till Svartholm, då Nassau förväntade sig en klar seger.

## Slagordning

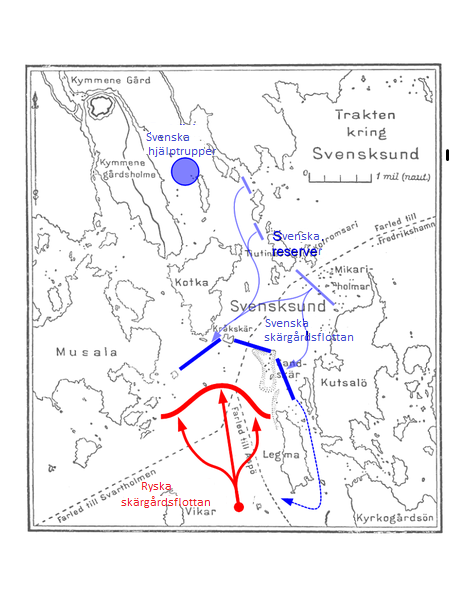
Den ryska skärgårdsflottan (i rött) möter de svenska linjerna (i blått).

### Den svenska flottan
Gustav III fattade beslutet att personligen leda striden och delade sina fartyg i fyra brigader under överstelöjtnanterna Carl Olof Cronstedt, Claes Hjelmstjerna, Victor von Stedingk och Jakob Törning.
Den svenska skärgårdsflottan bestod av 275 fartyg av olika storlekar med totalt över 14 000 man närvarande, inklusive 360 officerare och 700 underofficerare. Av dessa var omkring 13 000 stridande med 206 fartyg, medan 1 200 man och 69 fartyg tog hand om trupptransporter, sjukhus- och andra stöduppgifter. Av de 13 000 stridande var 8 000 soldater i den svenska armén, som inbegrep förband från Livgardet, Bohusläns regemente, Upplands regemente, Kalmar regemente, Åbo läns infanteriregemente, Nylands infanteriregemente, Psilanderhjelmska regementet, Stackelbergska regementet, Stedingska regementet, Sandelska värvade bataljonen, Hintzensternska värvade bataljonen, Livregementet till häst, Östgöta kavalleriregemente, Smålands kavalleriregemente, Nylands dragonregemente, Bohusläns lätta dragonregemente och delar av Artilleriregementet. Svenskarna hade totalt cirka 1 300 artilleripjäser, varav cirka 860 var nickhakar och 450 tunga kanoner. Efter allt tätare rapporter insåg ledningen för den svenska skärgårdsflottan att ett ryskt anfall skulle komma rakt söderifrån. Fartygens platser i försvarslinjen stakades ut, och svenskarna hade dessutom konstruerat artilleribatterier på skären Kråkskär (mellan centern och högerflygeln) och Sandskär (mellan centern och vänsterflygeln). Flottan låg slutligen i en hästsko-liknande stridslinje mellan öarna Mussalö och Kutsalö, vilket medgav eldgivning från tre håll när ryssarna seglade in i sundet.
Den svenska centern, kallad "Svenska brigaden", bestod av fem skärgårdsfregatter: Kutterbriggen Alexander, som stod närmast Kråkskär, sen udeman Torborg och Ingeborg, samt hemmeman Starkodder och Styrbjörn. Mellan dessa fanns 16 galärer, två halvgalärer och 11 kanon- och mörsarbarkasser. Chef för centern var von Stedingk som fanns ombord på Styrbjörn. Den högra flygeln, kallad "Bohuslänska brigaden", leddes av Törning och bestod av 39 kanonslupar och 22 kanonjollar. Flygeln sträckte sig från Mussalö till Kråkskär. Den vänstra flygeln, kallad "Finska brigaden", leddes av Hjelmstjerna och bestod av 30 kanonslupar och 14 kanonjollar, understödda av 12 kanonslupar och jollar från Cronstedts brigad. Flygeln sträckte sig från Sandskär till Legma. Resten av Cronstedts "Tyska brigad", bestående av turuman Norden, galären Jemtland och 36 kanonslupar och jollar, skulle stå i reserven och beskydda den svenska flottans rygg, i det så kallade "Svensksundshålet", från ryska flankmanövrar från Fredrikshamn. De placerades mellan Tiutinen och Kotka ö, medan de svenska transportfartygen förvarades i Kymmeneviken. Den 8 juli avslutades förberedelserna. Under slaget förflyttade sig Gustav III mellan de båda flyglarna, men steg senare i land på Luotsi-Kuusinen för att bättre kunna observera striden.

### Den ryska flottan
Den ryska skärgårdsflottan hade ungefär lika många fartyg som den svenska. Enligt den ryske historikern Kesar Ordin bestod flottan av 200 fartyg (50 större och 150 mindre fartyg). Den svenske militärhistorikern Arnold Munthe räknade totalt till 274 ryska fartyg, som inbegrep 9 roddfregatter, 26 galärer, 13 schebecker, 6 skonerter, 11 bombfartyg, 4 kuttrar, 4 pråmar och halvpråmar, 3 flytande batterier och 198 kanonslupar och kaiker. Mellan 7 och 8 juli samlades flottan vid Kyrkogårdsö och Rankö i Svensksunds sydöstra inlopp, där Nassau delade upp den i fyra linjer. Den ryska centern utgjordes av den tredje och fjärde linjen. Den tredje linjen leddes av greve Giulio Litta och bestod av 26 galärer, medan den fjärde linjen leddes av viceamiral Timofej Kozljaninov och bestod av 9 roddfregatter, 13 schebecker och övriga stora segelfartyg. Flottans vänstra flygel, som utgjorde den första linjen, leddes av brigadör Peter Slissov och bestod av 40 kanonslupar, ett 70-tal kaiker, 3 bombfartyg och 3 flytande batterier. Den högra flygeln, som utgjorde den andra linjen, leddes av generalmajor Fredrik Vilhelm von Buxhoevden och bestod av 37 kanonslupar, 8 bombfartyg och ett 50-tal kaiker. Samtliga kanonslupar anfördes av greve Peter Ludwig von der Pahlen. Totalt deltog omkring 18 500 man med mellan 850 och 1 000 tunga kanoner och nästan lika många nickhakar, vilket resulterade i omkring 1 600 eller fler artilleripjäser. Den ryska flottan hade därmed en överlägsenhet i både antalet kanoner och manskap.

## Slaget

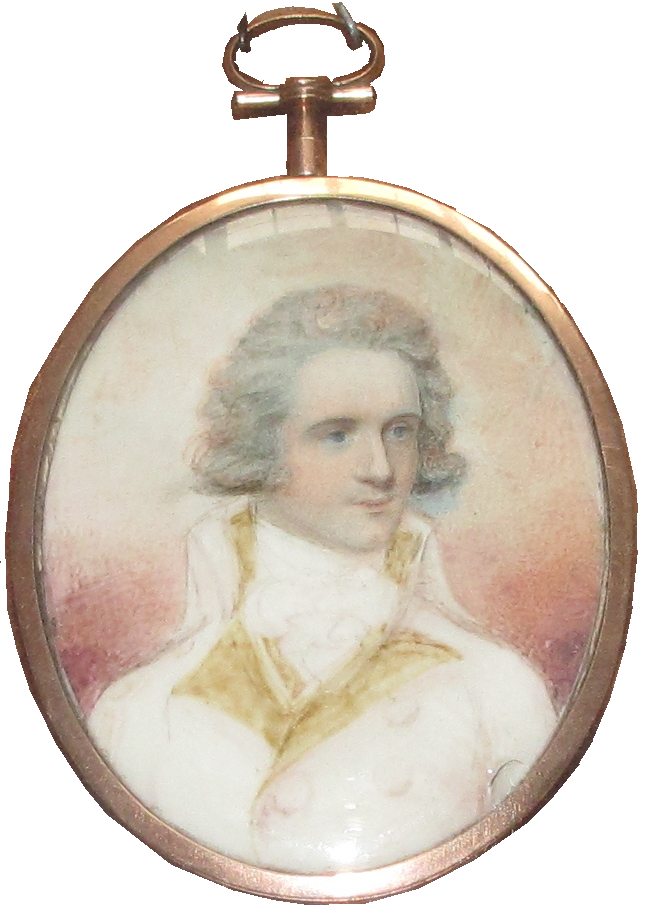
Marshall, kapten på Sankt Nikolaj.

Vid 8-tiden den 9 juli 1790 gavs anfallssignal från prins Nassaus flaggskepp Catarina. Klockan 08:30 sågs den ryska flottan till vid Viikarinsaari, vilket gav svenskarna tid att göra sig stridsberedda. Klockan 09:30 nådde de ryska fartygen, med en gynnande sydvästvind, den svenska vänsterflygeln på skjutavstånd, men efter några strider blev fartygen utspridda längs hela stridslinjen. Den svenska högerflygeln under Törning mötte ett ökande motstånd från den ryska vänsterflygeln under Slissov, som förstärktes med flera fartyg. Den ryska avsikten var att bryta igenom högerflygeln, runda Kråkskär och kringränna centern. Svenskarna kunde avdela 30 fartyg från Tyska brigaden som förstärkning, samtidigt som de ryska styrkorna började komma i oordning i det trånga sundet. Tillfället utnyttjades med ett motanfall från den svenska högerflygeln, som vid 11-tiden lyckades bryta sig igenom den ryska vänsterflygeln med svåra ryska förluster som följd. Även den ryska centern kom att beskjutas av Törnings fartyg. Efter förstärkning av fartyg från den ryska högra flygeln angreps Törning på nytt. Även på den svenska vänsterflygeln under ledning av Hjelmstjerna hade ryssarna problem med eldgivningen från de svenska kanonsluparna, som var väl dolda bakom skär och grynnor.
Under inledningen av striden tog den ryska fregatten Venus sikte på det fartyg som Gustav III befann sig på, vilket syntes tydligt då det förde Kunglig flagg. Kungen stod vid tillfället med William Sidney Smith som uppmärksammade honom på det ryska fartyget som hastigt närmade sig. Han sa;
| ”                       | Ers Majestät, det fartyget måste vara under befäl av en engelsman. | „ |
| – William Sidney Smith. |                                                                    |   |

Detta var uppenbart farligt och galären skulle inte ha en chans mot den större fregatten, varför kungen och Smith satte sig i en mindre båt och rodde i säkerhet. Attacken kunde dock snabbt hämnas, varvid Venus sänktes och dess kapten Denison och större delen av dess besättning omkom i den efterföljaren striden.
När inga fler ryska fartyg sågs till från Fredrikshamn kunde svenskarna frigöra fler fartyg från reserven för att stärka Hjelmstjernas svenska vänsterflygel. Vid 15-tiden skickades hälften av Hjelmstjernas fartyg till att anfalla den ryska högerflygelns rygg, genom att ta sig förbi det grunda sundet mellan Legma och Kutsalö, vilket i sin tur tvingade den ryska högerflygelns chef Buxhoevden att avdela fartyg för att möta det nya hotet. Denna rörelse uppfattades av många fartygschefer på den ryska vänsterflygeln som början på en reträtt, vilket ökade förvirringen.
Förnyade anfall från Törning pressade den ryska vänsterflygeln, där de fartyg som inte sänkts slutligen strök flagg eller flydde. Under eftermiddagen koncentrerades den svenska eldgivningen från alla håll på den kvarvarande ryska centern. Samtidigt tvingades de sammanpressade ryska fartygen av den allt starkare sydvästvinden att röra sig djupare mellan de sammanlöpande svenska linjerna. De tyngre fartygen i den svenska centern decimerade stora delar av de ryska fartygen, trots att vissa av fartygen kantrade vid varje skottlossning och udeman Ingeborg hade fattat eld och sjunkit.
| ”             | Hälsa Stedingk och säg, att jag är mycket tillfreds över hans rapporter, ty jag ser, att var gång han förklarar sig ur stånd att fortsätta striden, han med ny kraft förnyar den. | „ |
| – Gustav III. | |   |

Törnings eskader bildade en spetsig vinkel mot centern, och dess 150 grova kanoner åstadkom med sin mördande eld en förstörande verkan bland ryssarnas, mellan hans och Hjelmstjernas eskadrar, sammanträngda fregatter och galärer. På några minuter sjönk den ryska fregatten Sankt Nikolaj under befäl av den 24-årige engelsmannen Samuel E. Marshall. Flera ryska fregatter och galärer, varav vissa leddes av brittiska yrkesofficerare, kämpade ståndaktigt trots att fartygen försattes ur stridbart skick och nästan samtliga av besättningen hade stupat.
| ”               | Marshall för stolt att stryka flagg för så små fartyg, beslöt att dö, meddelade detta beslut åt sin 440 man starka besättning, som i den första entusiasmen ropade, att de ville följa honom, och så tog Marshall flaggan i handen, ställde sig på skeppets fördäck och sjönk inför våra ögon. Fem man räddades ur besättningen. | „ |
| – Georg Pollet. | |   |

På kvällen hade det blivit uppenbart att svenskarna segrade, men den ryska centern fortsatte att strida på Nassaus uppmaning trots att den led av ogynnsamma vindar och svåra skador. Övriga ryska fartyg fattade eld eller sattes i brand av ryssarna medan ett fåtal drogs upp på land för att förhindra dem från att sjunka. Vid 20-tiden beordrade Nassau att den ryska flottan skulle dra sig tillbaka och förstöra sina svårt skadade fartyg för att förhindra dem från att erövras. Reträtten försvårades av starka vindar och flera fartyg förliste. Några av de ryska fartygen ignorerade sin reträttorder och stred vidare tills de sjönk. De ryska matroserna och soldaterna från de havererade fartygen simmade till de närliggande skären, där de togs tillfånga av svenskarna. Striderna avslutades inte förrän vid midnatt. Vinden mojnade under natten och flera ryska fartyg försökte fly i skydd av mörkret, men svenskarna skickade ut kanonslupar och jollar för att jaga ifatt dem. Förföljelsen fortsatte till 9-tiden på morgonen den 10 juli, där svenskarna kunde erövra några ryska kanonslupar.
| ”                           | Det är den gode Guden, vinden och mina stridsmäns tapperhet, som skänkt oss den fullkomligaste seger. | „ |
| – Gustav III, 10 juli 1790. | |   |

Olja på duk av Johan Tietrich Schoultz. Text på ramen: "Bataillen vid Svensksund den 9 och 10 juli 1790, då Svenska Skärgårdsflottan under Konungens eget befäl eröfrade 55 ryska fartyg."
Olja av Johan Tietrich Schoultz.
Olja av Johan Tietrich Schoultz. Text på ramen: "Battaiile uti Svensksund, Emellan Kongl. Swenska och Kejserliga Ryska Skjärgårds-Flottorne".
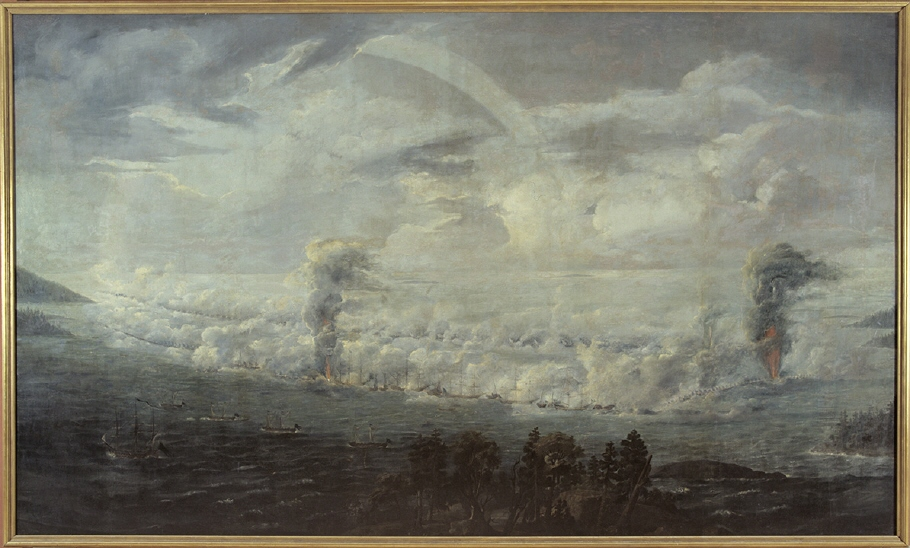
Slaget vid Svensksund. den 9 juli 1790, målad av Louis Jean Desprez.
Olja av Johan Tietrich Schoultz. Text på ramen: "Battaljen vid Svänsksund d. 8 julij 1790 Hvarvid 53 stycken Kejserliga Ryska Fartyg erofrades".

## Förluster
"Vi kunna ej annat i övrigt än tacka Gud, som bevarat konungens

dyrbara liv; ty han har härvid varit i skarpaste elden. Vår förlust

känner jag ännu icke; men så mycket vet jag, att den är obetydlig.

Överstelöjtnant Stedingk berömmes mycket och hans goda

dispositioner tillskrivas mycket den lyckliga utgången av slaget.

Med få ord, våra hava fäktat som lejon."

―Carl Christoffer Ekman, 12 juli 1790.
De svenska förlusterna uppgick till 9 officerare och 162 soldater i stupade och 14 officerare och 108 soldater i allvarligt sårade, eller mellan 600 och 700 om man också räknar med lätt sårade soldater. Totalt förlorades 6 svenska fartyg: udeman Ingeborg, 2 kanonslupar och 1 kanonjolle sänktes och 1 mörsarbarkass och 1 kanonslup exploderade.
De ryska förlusterna är okända men mycket omfattande. Den ryske sjöhistorikern V. F. Golovatjev gjorde en låg uppskattning, som räknade förlusterna till 7 369 man, medan en annan historiker (Poselt) räknade dem så högt som 14 648 man. Arnold Munthe uppskattade de ryska förlusterna till åtminstone 9 000 man, men förmodligen mer med tanke på att tillfångatagna ryska officerare själva hade uppskattat 12 000 ryska förluster. Kesar Ordin uppskattade antalet till 10 000 ryska förluster, vilket även redogjordes av några svenska historiker, som ett realistiskt alternativ. Av dessa var drygt 6 000 tillfångatagna och 350 sårade. I Götheborgs Allehanda från den 10 augusti 1790 angavs antalet fångar till 260 officerare, 6 200 man samt 189 svårt sårade ryssar som sändes tillbaka till de ryska ställningarna vid Fredrikshamn.
Vidare hade mellan 50 och 80 eller fler ryska fartyg gått förlorade efter slaget. Enligt en förteckning som skrevs av Cronstedt 10 juli hade svenskarna sänkt eller erövrat 5 roddfregatter, 4 schebecker, 1 hemmema, 2 flytande batterier, 2 halvpråmar, 7 skonerter, 3 stora och 4 mindre bombfartyg, 16 galärer och 5 kanonslupar. Den brittiske sjöhistorikern Roger Charles Anderson bekräftade med Cronstedts förteckning, och tillade 10 kaiker, 1 kanonslup och 2 bombfartyg till de ryska förlusterna.
I den förteckning som Cronstedt skrev och som anlände med kuriren och flygeladjutanten Fredrik Gustaf Stiernblad till Stockholm den 16 juli angavs följande ryska förluster. För fartyg angavs de som "äro tagne, på grund satte eller brände": 5 fregatter: Maria, Catharina, Constantine, Alexandre, St. Nicolas, 14 galärer bland dem Petersbourg, NCPBA, NAPED, Pehn, Eckapb, Scopoba, Pocteata, Tnxnhz och Photepcz. 1 hemmema: Oden, 3 schebecker, 1 brigg, 9 galjoter, 1 kaik, 2 flytande batterier, 4 kuttrar, 2 kanonslupar och 2 chefsslupar. Erövrade krigsmateriel inkluderade 460 kanoner, av olika kaliber, 194 nickhakar om 3 pund, 22 haubitsar och 4 fanor. Dessutom angav Cronstedt att omkring 100 officerare och 2 000 man hittills räknats in som tagna till fånga. Den 31 juli 1790 skildrade Dagligt Allehanda om en av de tagna troféerna:
| ” | [...] en gul Flagga, på hwilken Kejserliga Ryska Husets Wapen är målat. Denna är den kejserliga Flagga, som icke oftare nyttjas än wid stora Riks-Ceremonier, eller då Ryska Kejsarinnan kommer om Bord på något Amiral-Skepp; Och lärer det förmodeligen varit en sådan, som Gref Alexis Orlof under sista Kriget emot Turken, Bataille-dagen wid Tchesme lät hissa på dess Chef-Skepp. | „ |

Prins Nassau lyckades med nöd och näppe fly undan svenskarna, men hans flaggskepp Catarina med prinsens tillhörigheter kvar ombord togs som krigsbyte. Vidare erövrade svenskarna 800 artilleripjäser och 70 fanor.
Gustav III skrev direkt efter slaget ett brev till Gustaf Mauritz Armfelt, daterat den 10 juli 1790 i Svensksund:
| ”                                                                                     | Av den 11 stora fregatter som Prinsen av Nassau sände mot oss, återstår inte en enda; av 30 galärer tror jag inte att mer än 4 eller 8 klarat sig; kuttrar, bombfartyg, pråmar; allt har tagits, bränts, strandat eller gått till botten; i kväll fanns det 30 officerare bland fångarna på Serafen, ytterligare 40 hade skickats till Kymmenegård, ungefär samma antal fanns utspritt på de större skeppen och återigen samma antal på en ö. Jag känner ännu inte till antalet tillfångatagna soldater och matroser, med det finns redan lågt räknat 2000. Två flaggor har tagits. Kort sagt sedan slaget vid Narva har Sverige inte varit med om ett så fullständigt slag. | „ |
| – von Proschwitz, G. Gustaf III - Mannen bakom myten, 1992, sid 396-397. Lund: Wiken. | |   |

## Efter slaget

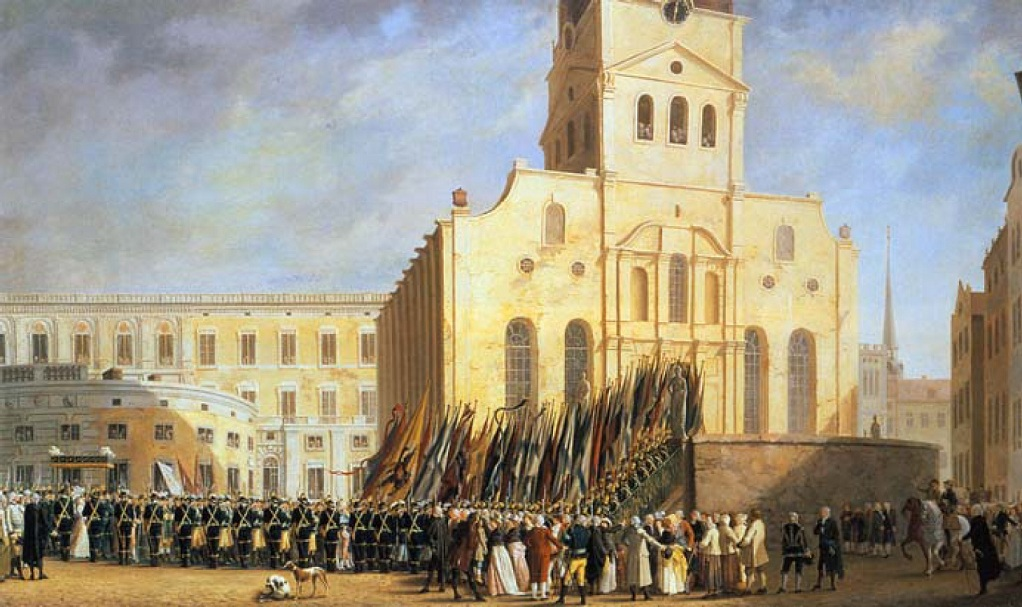
Festtåg i Stockholm efter segern vid Svensksund 1790, som visar processionen till Storkyrkan och de Te Deum som hölls där den 22 juli 1790. Målning av Pehr Hilleström.

De ryska fartygen samlades vid Fredrikshamn där den besegrade flottan reparerades medan den svenska skärgårdsflottan stannade vid Svensksund. Svenskarna skickade senare en skvadron på 25 kanonslupar nära Frederikshamn, men de vände tillbaka den 5 augusti från den ombyggda ryska flottan. Svenskarna drog tillbaka till Svensksund, men ryssarna valde att inte förfölja dem. Under slaget vid Svensksund visades det tydligt att de mindre och snabbare kanonsluparna och kanonjollarna var långt mer effektiva i kustnära strider än skärgårdsfregatterna, och i Finska kriget utgjordes kustskvadronerna av enbart kanonslupar och jollar. Under 1800-talet byggdes två kanonbåtar tillägnade slaget: HMS Svensksund 1856 och HMS Svensksund 1891.
Nyheten om Rysslands stora nederlag anlände till Sankt Petersburg den 12 juli. Katarina II beordrade de ryska fartygscheferna att skriva redogörelser för sina handlingar under slaget. I prins Nassau-Siegens redogörelse skyllde han förlusten på det ryska manskapets feghet, de ryska kanonsluparnas befälhavare för att de inte följde hans befallningar, och utpekade brigadören Slissov som syndabock. Flera ryska officerare beskyllde Nassau för hans ”brådstörtade tillvägagångssätt”; han inledde striden utan att ha rekognoscerat svenskarnas ställningar. I och med att det ryska manskapet var oerfaret och utmattat, ställde det hårda vädret till med ytterligare påfrestningar för fartygens besättningar. Ordergivningen försvårades av att de flesta officerare kom från andra delar av Europa och inte kunde någon ryska. Trots förlusten befordrades Nassau till amiral av Katarina II, men hans militära inkompetens tvingade honom att ta avsked från den ryska flottan.

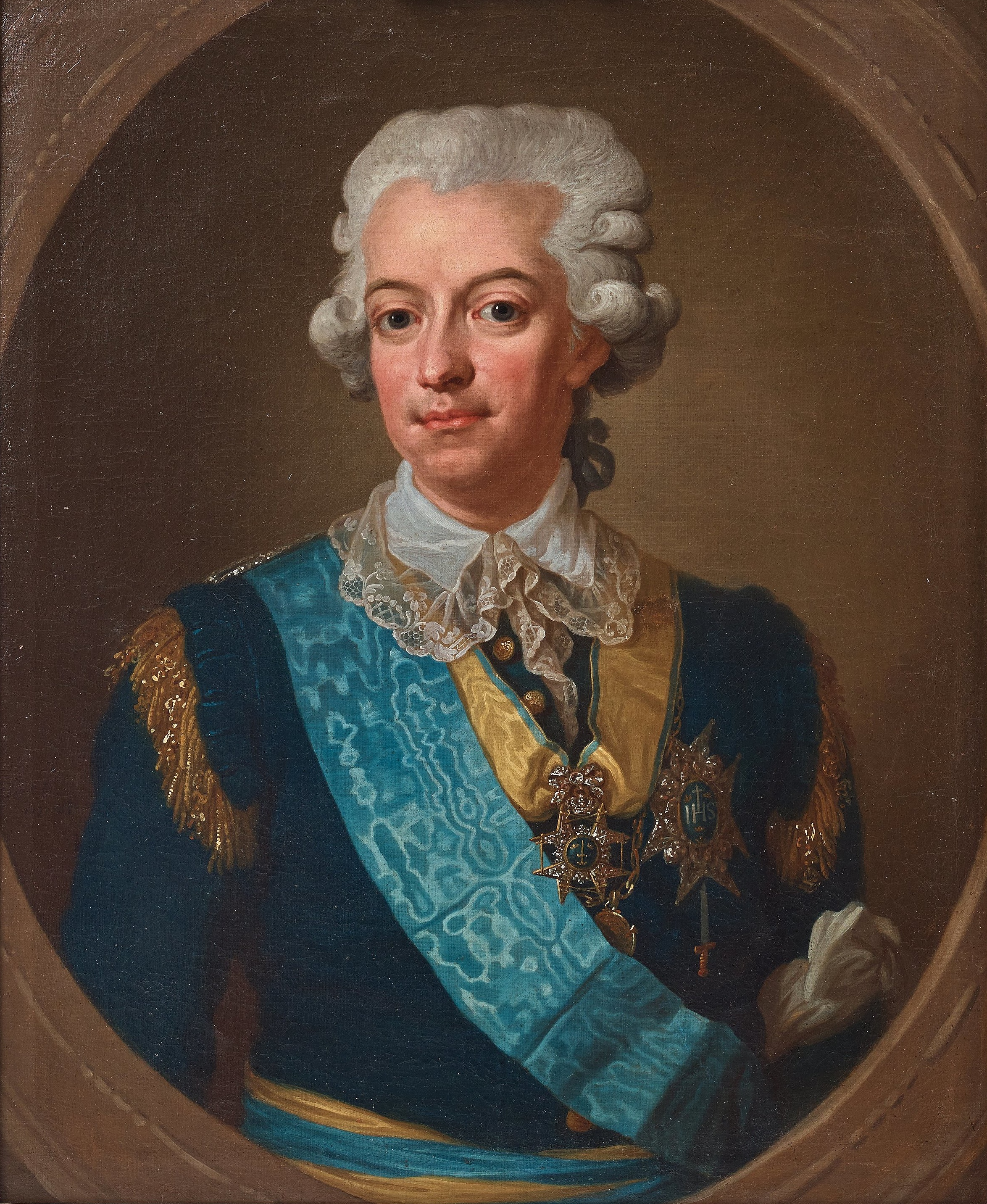
Gustav III iförd skärgårdsflottans uniform m/1779, samma klädsel han bar under slaget. Kungen bär på bilden Serafimerordens axelband och dess kraschan, han bär runt halsen Svärdsorden samt dess kraschan på bröstet. Under Svärdsorden skymtar även Stora Svensksundsmedaljen.

Till Stockholm anlände nyheten om segern på kvällen den 16 juli då flygeladjutant Stiernblad anlände till Ulriksdals slott för att meddela drottning Sofia Magdalena om segern. Dock hade man redan den 14 juli firat segern på plats i Svensksund med en tacksägelsedag. Tacksägelsedagen inleddes klockan 12 med att Gustav III fördes i sin slup från den kungliga jakten Amadis till en av Sandholmarna där man rest ett stort tält. Hela skärgårdsflottan var rangerad framför denna holme i Ordre de Bataille på samma sätt som den legat under striden. Vid tältet var den Kungliga flaggan uppställd. I tältet var en bönestol uppställd som var överdragen med ett blått sammetstyg med gula kronor. Runt Gustav III samlades den vakthavande kaptenlöjtnanten, överste kammarjunkaren, överhovstallmästaren, generaler, generaladjutanter samt alla divisionscheferna. Gudstjänsten förrättades av regementspastorn Wallén. Efter denna gavs signal och hela skärgårdsflottan gjorde salut med dubbel svensk lösen, brigadcheferna och flera officerare befordrades och hedersvärjor utdelades. Samma dag genomfördes även Te Deum vid Högfors av den svenska avdelning som stod under Johan August Meijerfeldt, detta skedde under "Canoners och hand-gewärens lossande". Vid örlogsflottan som låg vid Sveaborg och i Helsingfors hölls Te Deum söndagen den 18 juli. I Stockholm avhölls en liknande tacksägelsegudstjänst den 22 juli som var Sofia Magdalenas namnsdag.
Gustav III lät senare prägla Svensksundsmedaljen, som vid flera ceremonier under 1791 tilldelades särskilt tappra officerare och underofficerare som deltog i segern. Soldater och manskap som utmärkte sig tilldelades För tapperhet till sjöss. Den nye flaggkaptenen Carl Olof Cronstedt, som till väsentliga delar tillskrevs segern, utnämndes till riddare med stora korset av Svärdsorden för sina insatser och dubbades av kungen. Tacksägelsedagen firades samtidigt i Stockholm, där den svenska flottans krigstroféer fördes till Storkyrkan i högtidlig procession. Gustav III införde även några nya uniformsbestämmelser efter segern. Samtliga officerare vid skärgårdsflottan fick rätt att från den 22 juli bära ett blått och gult sidenskärp om livet kantat med guldbuljoner. Detta skärp bars normalt endast av Kungl. Maj:ts Liv- och Hustrupper. Kungen vittnade själv om detta:
| ”                                                          | Kongl. Maj:t wil härmed i Nåder, i anseende till det mannamod och den lysande tapperhet, hwarmed Dess Armées Flottta sig utmärkt, icke allenast förledit år under Batailen wid Swensksund, utan ock i år under Kongl. Maj:ts Egit befäl vid Bataillerna under Fredricshamn den 15 Maji och här wid Swensksund den 9 Julii, hafwa til et wedermäle af Kongl. Maj:ts Nådiga Wälbehag öfwer sådant denna Corps tappra upförande, förunnat Dess Officerare den rättighet, at hädanefter bruka och bära Blått och Gult Escharpe, såsom Kongl. Maj:ts Lif- och Hustroupper. Hwilket alle, som wederbör, til efterrättelse länder. | „ |
| – Gifwit Amphion til Ankars i Swensksund den 22 juli 1790. | |   |

Dessutom beslöt kungen att alla underofficerare samt manskap vid skärgårdsflottan skulle bära en ny mössplåt kring hatten i mässing, som bar kungens krönta namnchiffer samt under detta årtalet 1790.
Den svenska segern vid Svensksund gav ett stort eko över Europa, och förändrade radikalt det politiska läget. Gustav III hade dock inga stora chanser att fortsätta kriget, då hans regering sedan krigets första år lidit av en växande statsskuld på grund av de höga krigskostnaderna. Trots att Sverige erbjöds ekonomiskt stöd från Preussen, Storbritannien, Nederländerna och Osmanska riket var Gustav III mer benägen att avsluta kriget, med att Ryssland skulle avhålla sig från all inblandning i Sveriges inre angelägenheter. Ryssland hade erhållit denna rätt genom freden i Nystad 1721, och efter Gustav III:s övertagande av regeringsmakten, och påföljande statskupp, hade denna rätt betraktats som en tom bokstav. Katarina II blev däremot övertygad om att det skulle bli svårt att besegra svenskarna och var villig att avsluta ett krig som var relativt oviktigt för henne, då de ryska marktrupperna var sysselsatta i kriget mot osmanerna och att hon var dessutom involverad i de revolutionära utvecklingarna i polsk-litauiska samväldet (författningen av 3 maj 1791) och i Frankrike (den franska revolutionen). De avbrutna fredsförhandlingarna mellan friherren Gustaf Mauritz Armfelt och greve Otto Henrik Igelström kunde återupptas och fred slöts med Ryssland i Värälä vid Kymmene älv den 14 augusti 1790. Genom freden säkrades allt på samma fot som i freden i Åbo 1743; ingendera hade vare sig vunnit eller förlorat markområden, men under fredsfördraget bekräftades formellt Sveriges fulla suveränitet. Ryssland slöt senare fred med Osmanska riket i Jassy i Moldavien den 9 januari 1792, genom medling av Storbritannien och Preussen. Gustav III och den svenska flottan återvände med stora festligheter till Stockholm i oktober 1790, och en segerstaty av kungen uppfördes senare av Johan Tobias Sergel på Skeppsbron, där kungen hedrades med titlarna ”lagstiftare, segervinnare och fredens återställare”. Men kriget mot Ryssland och genomförandet av Förenings- och säkerhetsakten 1789, vilken ytterligare stärkte kungens makt och utjämnade ståndsskillnaderna på adelns bekostnad, bidrog till att öka det hat mot Gustav III som funnits på många håll inom adeln ända sedan statskuppen 1772. Detta ledde till en ny sammansvärjning inom ridderskapet och adeln under vintern 1791–1792, och ledde till Gustav III:s mord i mars 1792.
Den ryska fregatten Sankt Nikolaj, som sänktes under slaget, hittades i stort sett intakt 1948 utanför Kotka och över 2 300 föremål har återhämtats från hennes skrov av dykare.

## Deltagande svenska fartyg
Enligt kunglig befallning den 5 juli skulle den svenska skärgårdsflottan indelas enligt följande:
| Befälhavare                      | Brigadkapten                    | Brigadadjutant                           | Deltagande fartyg | Division                                         |
| Första eller Svenska brigaden    | Första eller Svenska brigaden   | Första eller Svenska brigaden            | Första eller Svenska brigaden                                                                                           | Första eller Svenska brigaden                    |
| -------------------------------- | ------------------------------- | ---------------------------------------- | --- | ------------------------------------------------ |
| Victor von Stedingk              | Kapten Carl Hansson             | Fänrik Henrik Sebastian Vult von Steyern | Hemmema Styrbjörn Hemmema Starkodder Hemmema Hjalmar Turuma Norden Udema Torborg Udema Ingeborg Kutterbriggen Alexander | 1. divisionen, Victor von Stedingk               |
| Victor von Stedingk              | Kapten Carl Hansson             | Fänrik Henrik Sebastian Vult von Steyern | Galären Taube Galären Vestervik Galären Halland Galären Helsingland Galären Calmar Halvgalären N:o 4                    | 2. divisionen, kapten Carl Adam Pechlin          |
| Victor von Stedingk              | Kapten Carl Hansson             | Fänrik Henrik Sebastian Vult von Steyern | Galären Stockholm Galären Wrede Galären Nyköping Galären von Höpken Galären Jemtland Halvgalären N:o 5                  | 3. divisionen, kapten Adolf Fredrik Virgin       |
| Victor von Stedingk              | Kapten Carl Hansson             | Fänrik Henrik Sebastian Vult von Steyern | Galären Svärdsorden Galären Seraphimsorden Galären von Seth Galären Småland Galären Västgöta Dahl Galären Nerike        | 4. divisionen, kapten Henrik Vilhelm Pettersson  |
| Andra eller Bohuslänska brigaden |                                 |                                          | |                                                  |
| Jakob Törning                    | Kapten Lars Malmstén            | Fänrik Gustav Gadd                       | 10 kanonslupar 5 kanonjollar                                                                                            | 5. divisionen, Törning                           |
| Jakob Törning                    | Kapten Lars Malmstén            | Fänrik Gustav Gadd                       | 10 kanonslupar 5 kanonjollar                                                                                            | 6. divisionen, major Per Adolf Malmborg          |
| Jakob Törning                    | Kapten Lars Malmstén            | Fänrik Gustav Gadd                       | 10 kanonslupar 5 kanonjollar                                                                                            | 7. divisionen, kapten Carl Fredrik Toll          |
| Jakob Törning                    | Kapten Lars Malmstén            | Fänrik Gustav Gadd                       | 9 kanonslupar 7 kanonjollar                                                                                             | 8. divisionen, kapten Önnert Jönsson             |
| Tredje eller Finska brigaden     |                                 |                                          | |                                                  |
| Claes Hjelmstjerna               | Kapten Gustaf Adolf von Düben † | Fänrik Claes Fredrik Granholm            | 10 kanonslupar 5 kanonjollar                                                                                            | 9. divisionen, Hjelmstjerna                      |
| Claes Hjelmstjerna               | Kapten Gustaf Adolf von Düben † | Fänrik Claes Fredrik Granholm            | 10 kanonslupar 5 kanonjollar                                                                                            | 10. divisionen, kapten Gustaf Adolf Leijonancker |
| Claes Hjelmstjerna               | Kapten Gustaf Adolf von Düben † | Fänrik Claes Fredrik Granholm            | 10 kanonslupar 4 kanonjollar                                                                                            | 11. divisionen, kapten Adolf Fredrik Brummer     |
| Fjärde eller Tyska brigaden      |                                 |                                          | |                                                  |
| Carl Olof Cronstedt              | Kapten Carl Johan Diedrichs     | Fänrik Fabian Casimir Rosvall            | 10 kanonslupar 6 kanonjollar                                                                                            | 12. divisionen, Cronstedt                        |
| Carl Olof Cronstedt              | Kapten Carl Johan Diedrichs     | Fänrik Fabian Casimir Rosvall            | 10 kanonslupar 6 kanonjollar                                                                                            | 13. divisionen, kapten Carl Paco Hård            |
| Carl Olof Cronstedt              | Kapten Carl Johan Diedrichs     | Fänrik Fabian Casimir Rosvall            | 10 kanonslupar 4 kanonjollar                                                                                            | 14. divisionen, kapten Mårten Reinhold de Pont   |

## Minnesmärken och kulturella referenser

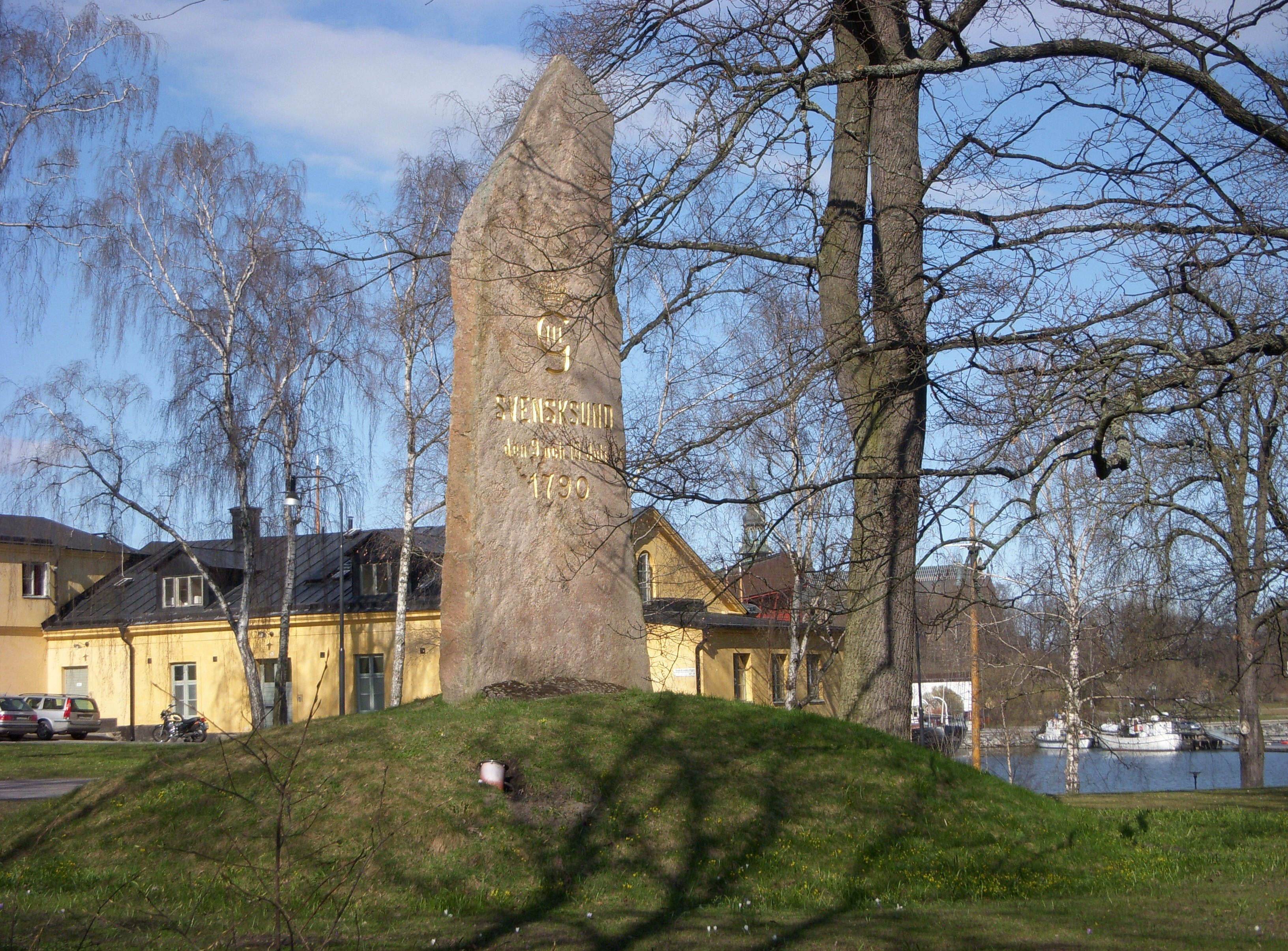
Svensksundsstenen på Skeppsholmen i Stockholm.

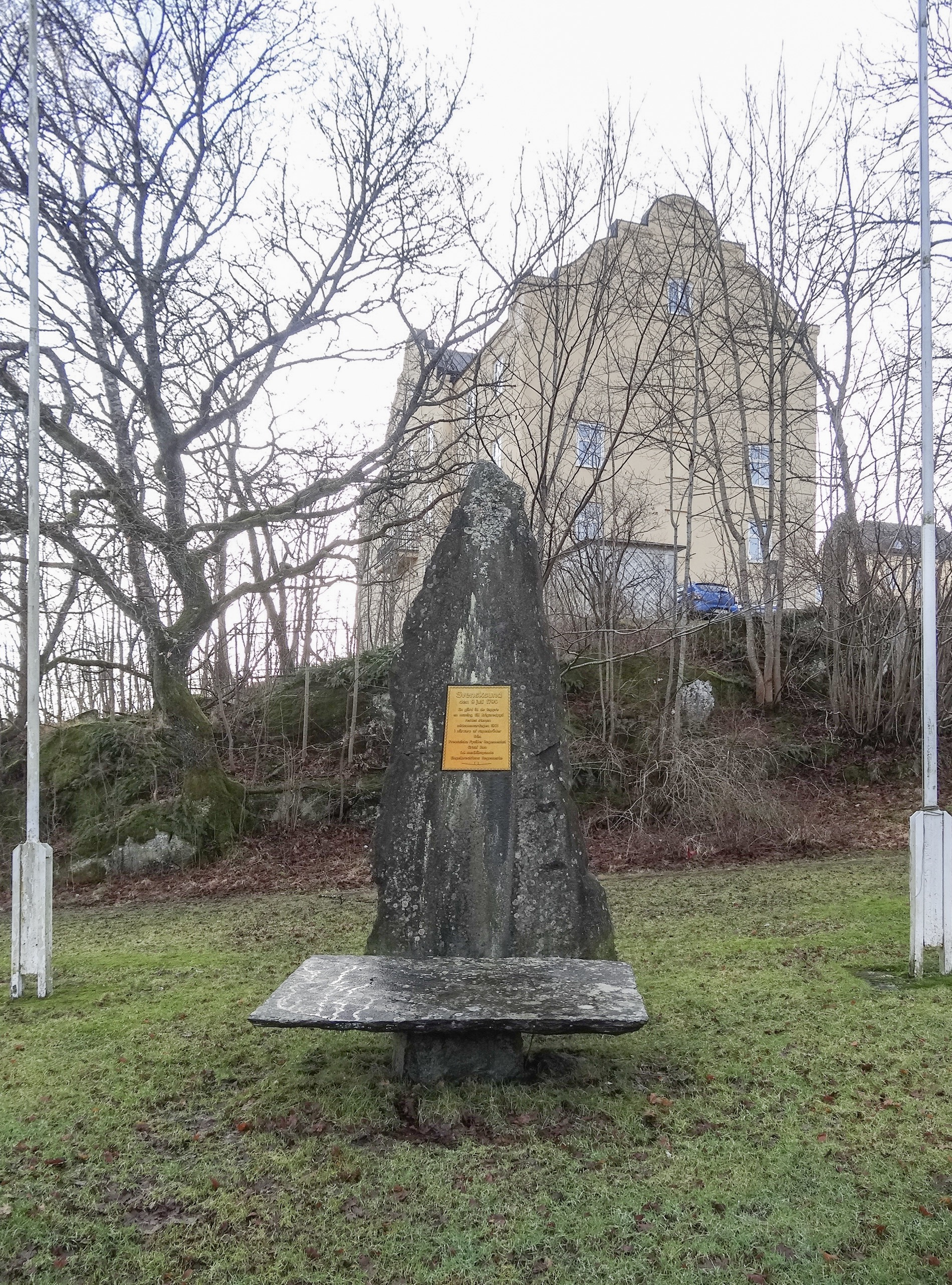
Minnessten över slaget vid Svensksund i regementsparken i Uddevalla.

Till hundraårsminnet av slaget avtäcktes ett minnesmärke, Svensksundsstenen, på Skeppsholmen i Stockholm. Runt stenen anlades den 50 meter breda Svensksundsparken längs Svensksundsvägen, som fick sitt nuvarande namn 1972. Bohusläns regemente reste år 1913 en minnessten över slaget på regementsparken vid nuvarande Bohusläns Försvarsmuseum i Uddevalla. 1933 reste den finske arkitekten Birger Brunila ett minnesmonument över slaget i Ehrensvärds trädgård i Sveaborg. 1998 reste den ryske skulptören Michail Anikusjin ett minnesmonument på Luotsi-Kuusinen till de ryska sjömän som stupade under de båda slagen vid Svensksund.
Efter kriget påbörjade ryssarna ett omfattande befästningsprojekt på den ryska sidan av Kymmene älv, genom att på öarna kring Svensksund konstruera sjöfästningen Ruotsinsalmi, som bestod av Fort Slava, Fort Elisabeth och Kyminlinna. Ruotsinsalmi förlorade dess strategiska betydelse efter Finska kriget, och förstördes av en brittisk-fransk flotta under Krimkriget 1855. Resterna av fästningen finns kvar på Kråkskär och Sandskär; på den östra delen av Kråkskär restes 1940 ett minnesmonument över slaget, skapat av Henrik Bruun.
Under Gustav III:s ryska krig tjänade Johan Tietrich Schoultz som underofficer och marinmålare, och skildrade flera episoder av kriget i oljemålningar. Som deltagare i krigets strider fick han en god inblick i dem, och man antog att han ”skissade i krutröken”. Schoultz var deltagare i det andra slaget vid Svensksund, som han skildrade i flera målningar. Schoultz målningar skildrar krigets händelser på ett mycket detaljerat och närmast dokumentariskt sätt och anses därigenom vara världsunika. Louis Jean Desprez gjorde två målningar tillägnat slaget, en monumentalmålning av slaget, med de svenska och ryska flottorna i kanonad med varandra, och en hyllningsmålning till Gustav III, skildrad som krigsguden Mars omringad av romerska soldater och förlista fartyg, och som blir lagerkrönad av en bevingad segergudinna.
Carl Snoilsky skrev en dikt tillägnat slaget under namnet Svensksund, som ingår i diktsamlingen Svenska bilder som behandlar Sveriges historiska minnen. I dikten Fruktmånglerskan med tapperhetsmedalj, skriven av Julia Nyberg 1828, nämns slaget vid Svensksund och där Carl Olof Cronstedt blev ärad för segern.
Poeten Johan Ludvig Runeberg skrev dikten Sveaborg, som berättar om förlusten av Sveaborg under Finska kriget. Cronstedts seger vid Svensksund används i dikten som kontrast till Cronstedts förrädiska kapitulation på Sveaborg tjugo år senare. Dikten medtogs dock inte i diktverket Fänrik Ståls sägner förrän efter Runebergs död. Orsaken var troligen att diktens förakt mot kapitulanten Cronstedt kunde ses som indirekt kritik av den finska byråkratin som samarbetade med de ryska erövrarna. I följande utdrag från dikten skildras Cronstedt, som bar skulden för förlusten av Sveaborg, och hans seger vid Svensksund:
| ”                                           | O lif! den man hvars skuld det var Att denna tårflod rann Engång den skönsta lager skar Som någon hjelte vann. Den Svenska flottans största glans Dess seger vid Svensksund var hans. Dock om sitt ljus sin glans en verld Utaf hans klinga fått Om solar bleknat för hans svärd Skall han föraktas blott. Det blir hans lön för hans bedrift På klippan der, med Ehrnsvärds grift. [— — —] Tag allt hvad mörker finns i graf, Och allt hvad kval i lif, Och bilda dig ett namn deraf Och det åt honom gif Det skall dock väcka mindre sorg Än det han bar på Sveaborg. | „ |
| – Johan Ludvig Runeberg, utdrag ur Sveaborg | |   |

Det finns en marsch som spelas inom den Svenska försvarsmakten som heter Svensksundsmarsch och som troligen skrevs under tidigt 1800-tal av okänd kompositör, för att hedra minnet av den svenska segern.
Finlands marin firar sin årsdag den 9 juli med anledning av segern vid Svensksund.

## Kvinnorna vid Svensksund

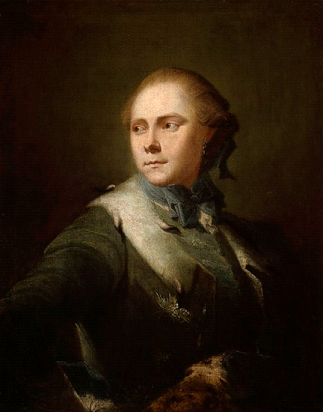
Dorothea Maria Lösch. Målning av Isaac Wacklin.

Under slaget vid Svensksund tjänade tre kvinnor i den svenska skärgårdsflottan: Brita Hagberg, Anna Maria Engsten och Dorothea Maria Lösch.
Hagberg var soldat under det falska namnet Petter Hagberg inom livgardet och tjänade på hemmeman Styrbjörn. Hon blev sårad i bröstet under striden vid Björkösund, och då läkarna mot hennes vilja skulle lägga förband om henne, blev hennes kön avslöjat. Hagberg fick en militär pension på 3 riksdaler om året, vilket var mycket sällsynt för en kvinna att ta emot. Hon rekommenderades för pensionen av Carl Olof Cronstedt. Både Hagberg och Engsten deltog i Viborgska gatloppet dagarna innan slaget, där Engsten evakuerade en proviantbåt, som fick en läcka när den hamnade under rysk beskjutning. Hon vägrade att lämna båten, och på egen hand styrde hon båten till säkerhet vid Svensksund. För denna handling fick hon 50 riksdaler av Gustav III. Båda tilldelades medaljen För tapperhet till sjöss för sina insatser.
Under de hårda striderna vid Svensksund kommenderade Lösch skeppet Armida, sedan alla dess officerare antingen hade stupat, sårats eller beordrats till andra fartyg. Hon var den första svenska kvinnan med kaptens grad i flottan, då hon som erkänsla för sin insats erhöll en fullmakt att vara kapten vid svenska flottan av Gustav III.

## Galleri

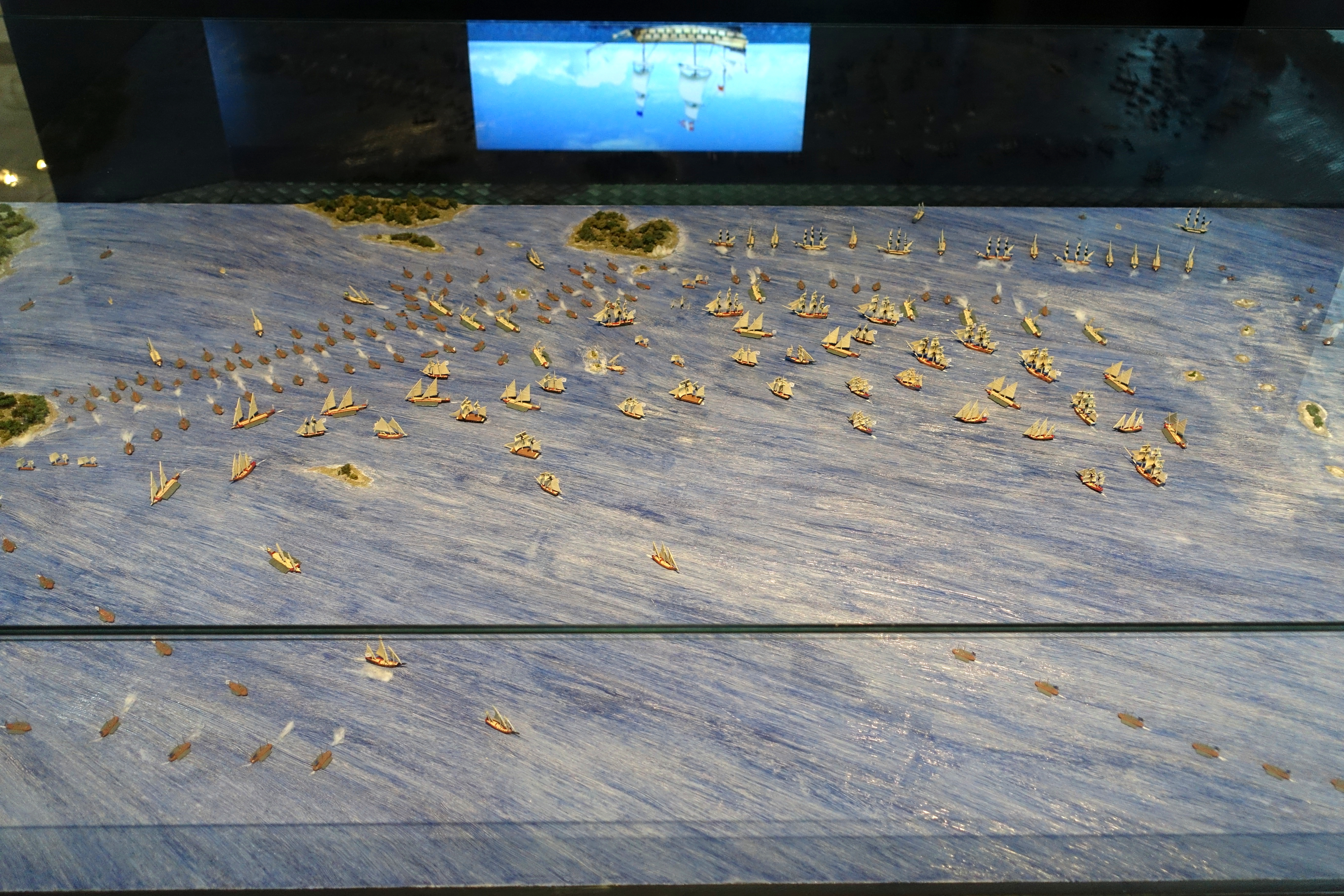
Skalmodell av slaget vid Svensksund. Utställd på Marinmuseum i Karlskrona.
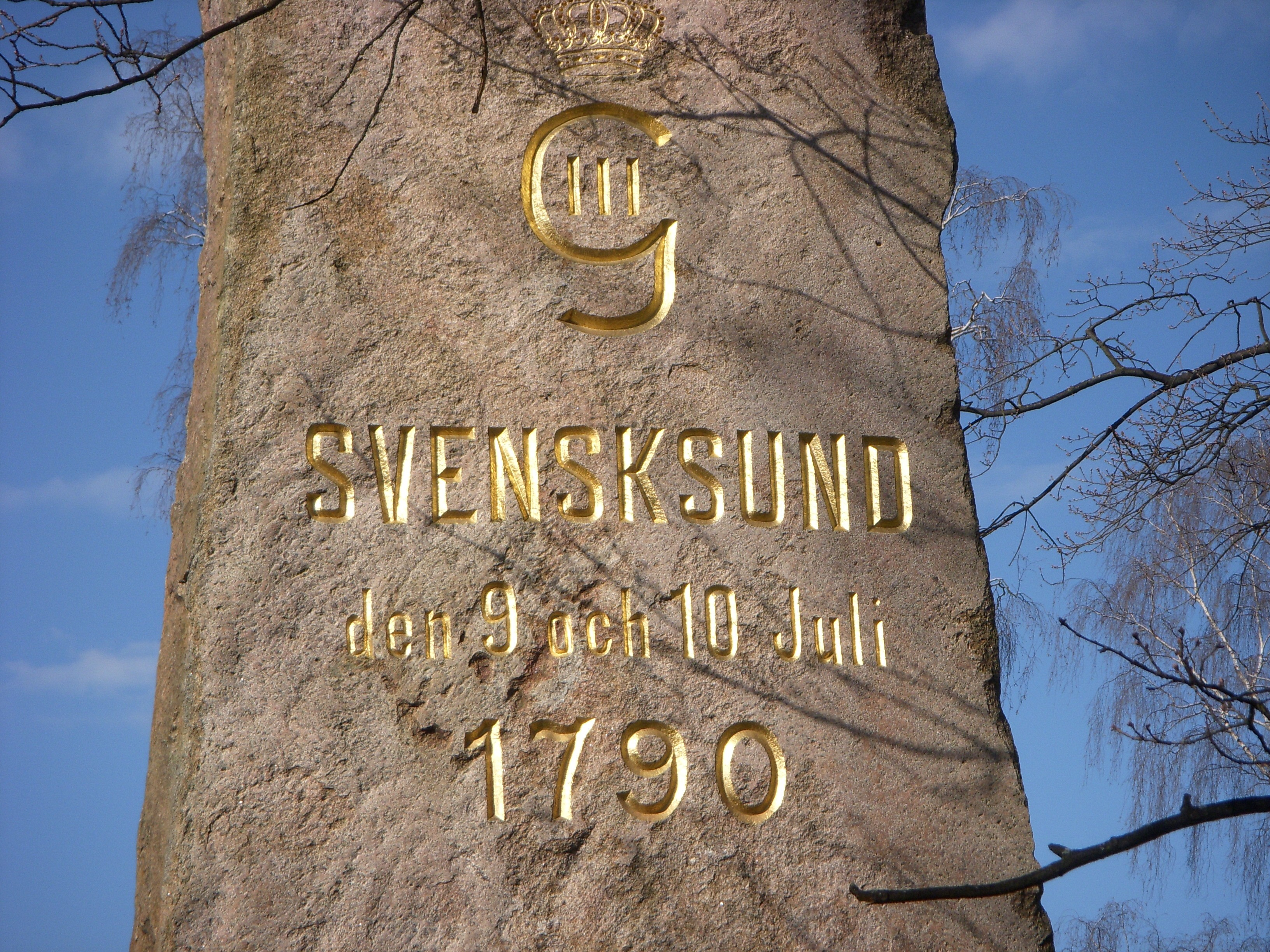
Svensksundsstenen på Skeppsholmen 2009.
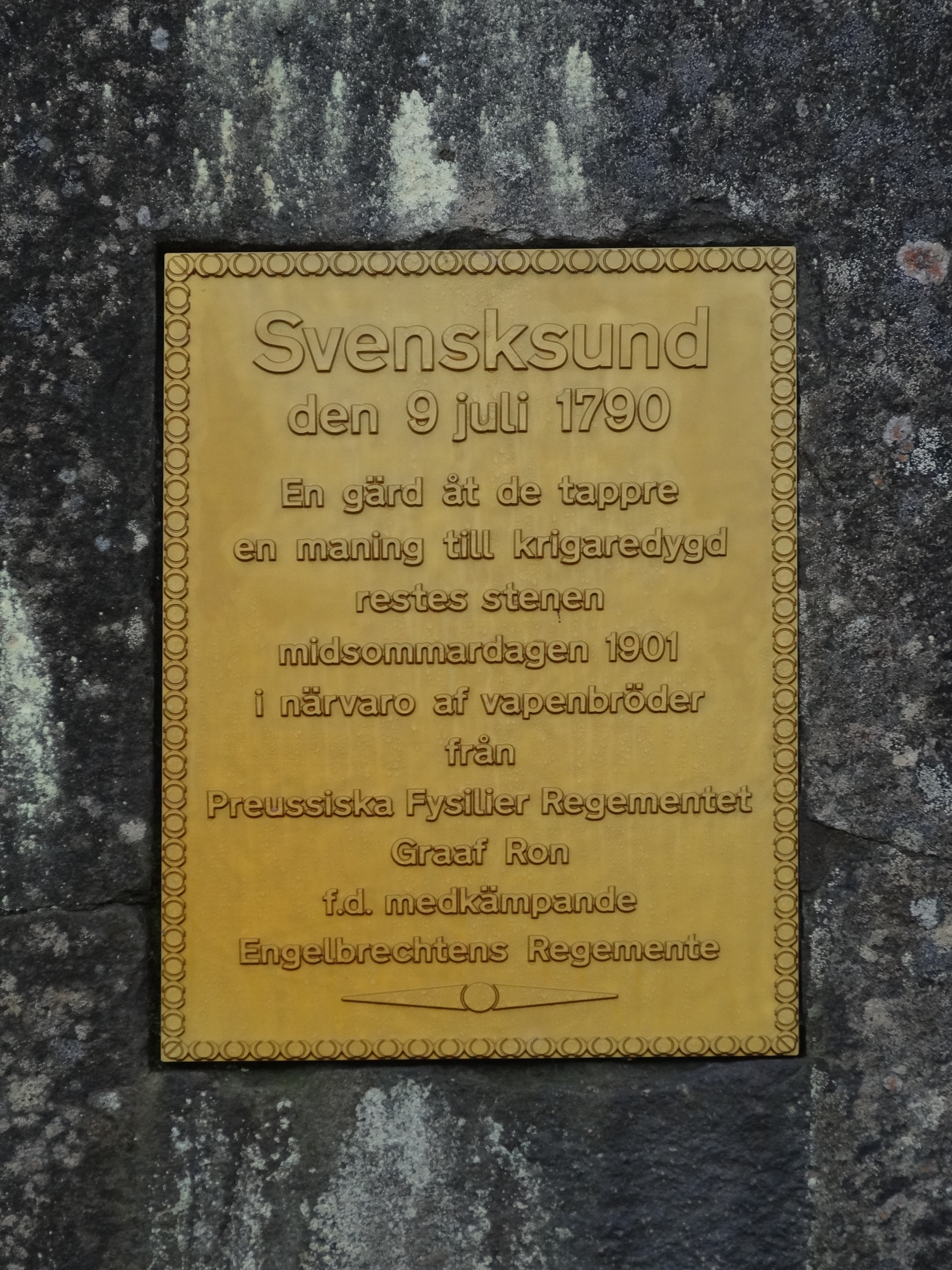
Minnessten över slaget vid Svensksund, i regementsparken vid gamla Bohusläns regemente (I 17) i Uddevalla.
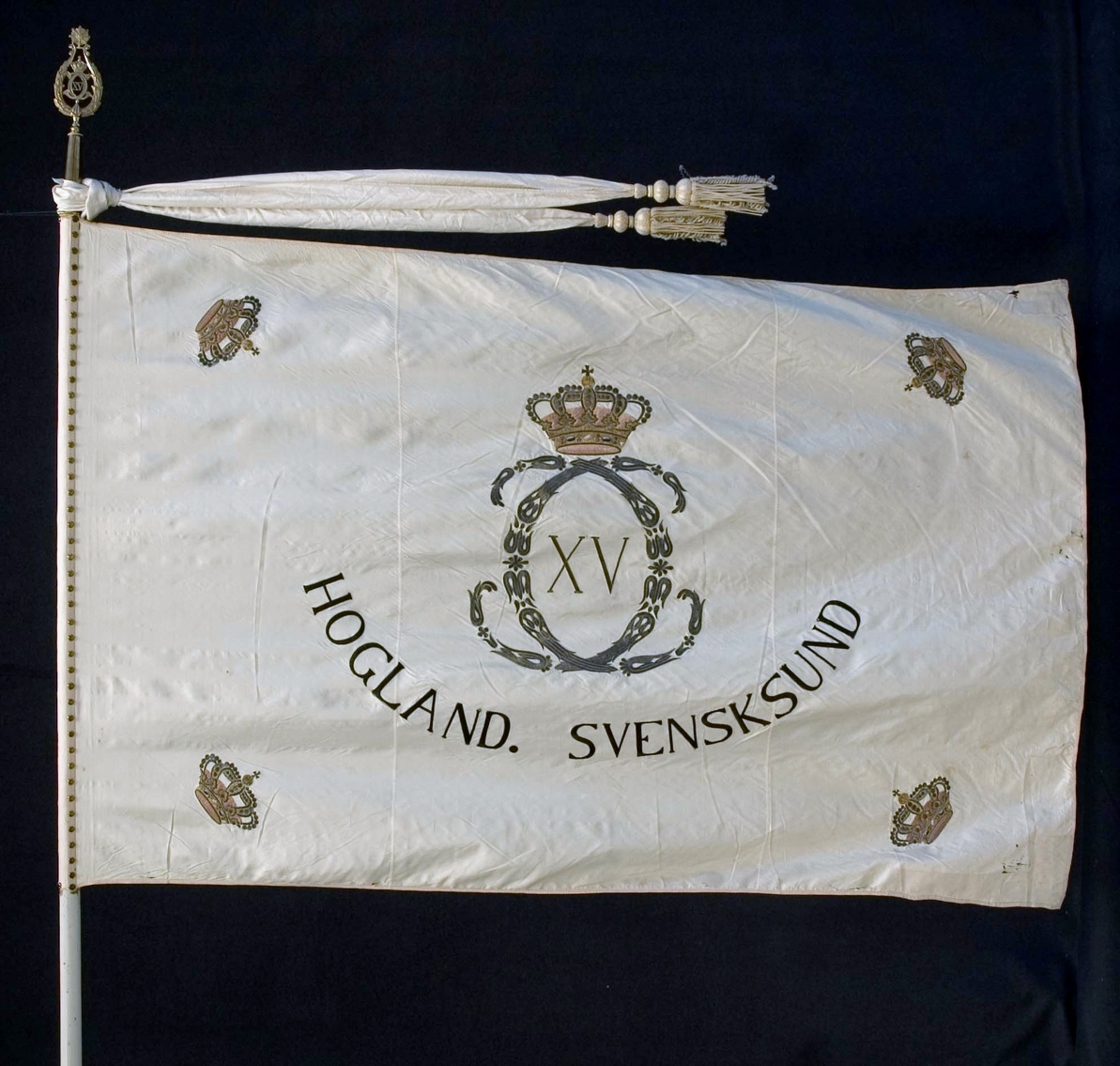
Vit sidenfana från 1867 för Marinregementet med Karl XV:s namnchiffer och med slutna kronor i hörnen samt med segernamnen Hogland och Svensksund.
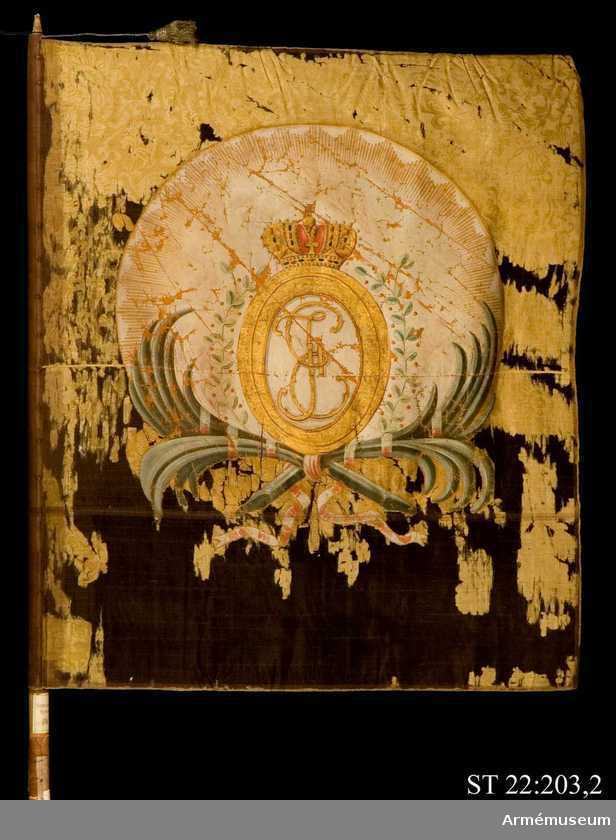
Framsida på flagga (trofé) med Katarina II av Rysslands krönta namnchiffer, tagen vid Svensksund.
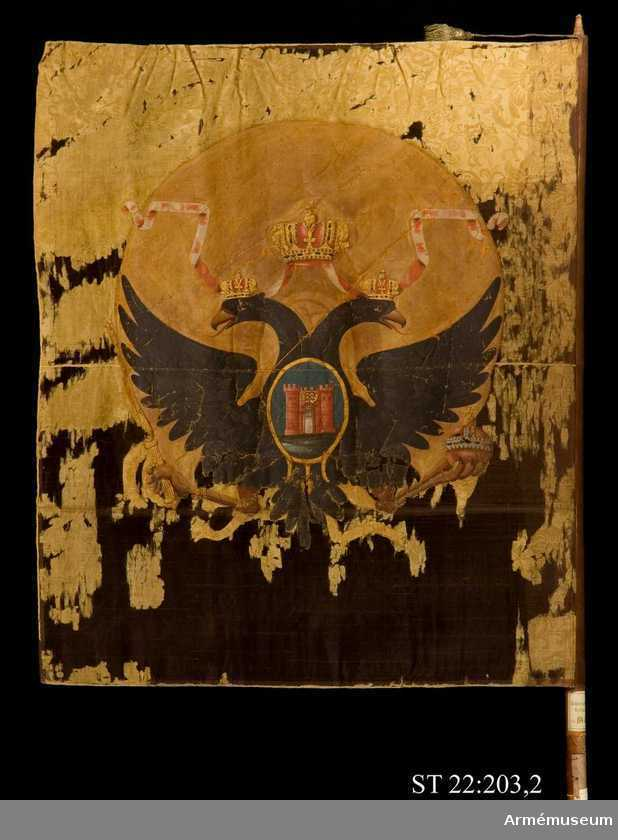
Baksida på flagga (trofé) med den krönta ryska dubbelörnen, tagen vid Svensksund. Den kan ses på Hilleströms målning.
Ett ryskt flintlåsgevär (trofé), taget vid Svensksund. Utställt på Livrustkammaren.
Gustav III:s uniform m/1779 för skärgårdsflottan i blå (numera nästan svart) silkestrikå och Serafimerkraschan, som han bar efter slaget vid Svensksund.
Fyra svenska hedersvärjor, tilldelade de officerare som bidrog till den svenska segern. Utställda på Livrustkammaren.
Ett gult och blått sidenskärp med guldbuljoner i ändarna som skulle knytas runt livet (kallat Svensksundsskärpet), blev efter segern en del av officersuniformen vid skärgårdsflottan.[134]
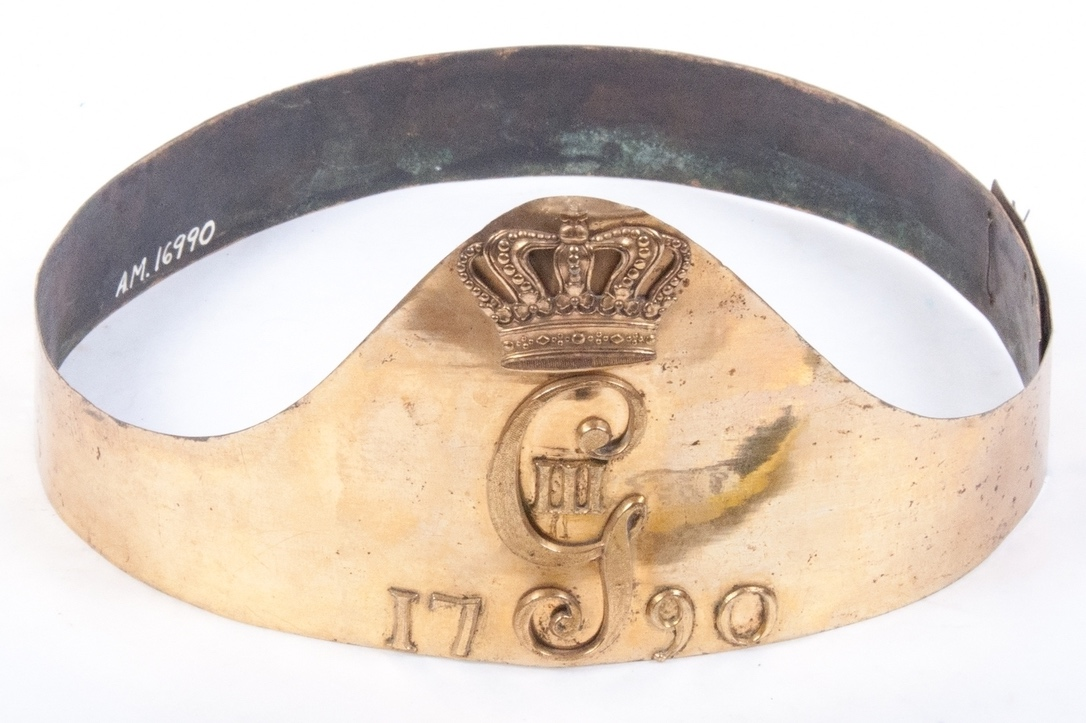
Mössplåten med kungens krönta namnchiffer och årtalet 1790 som infördes till uniformen för underofficerare och manskap vid skärgårdsflottan efter segern.
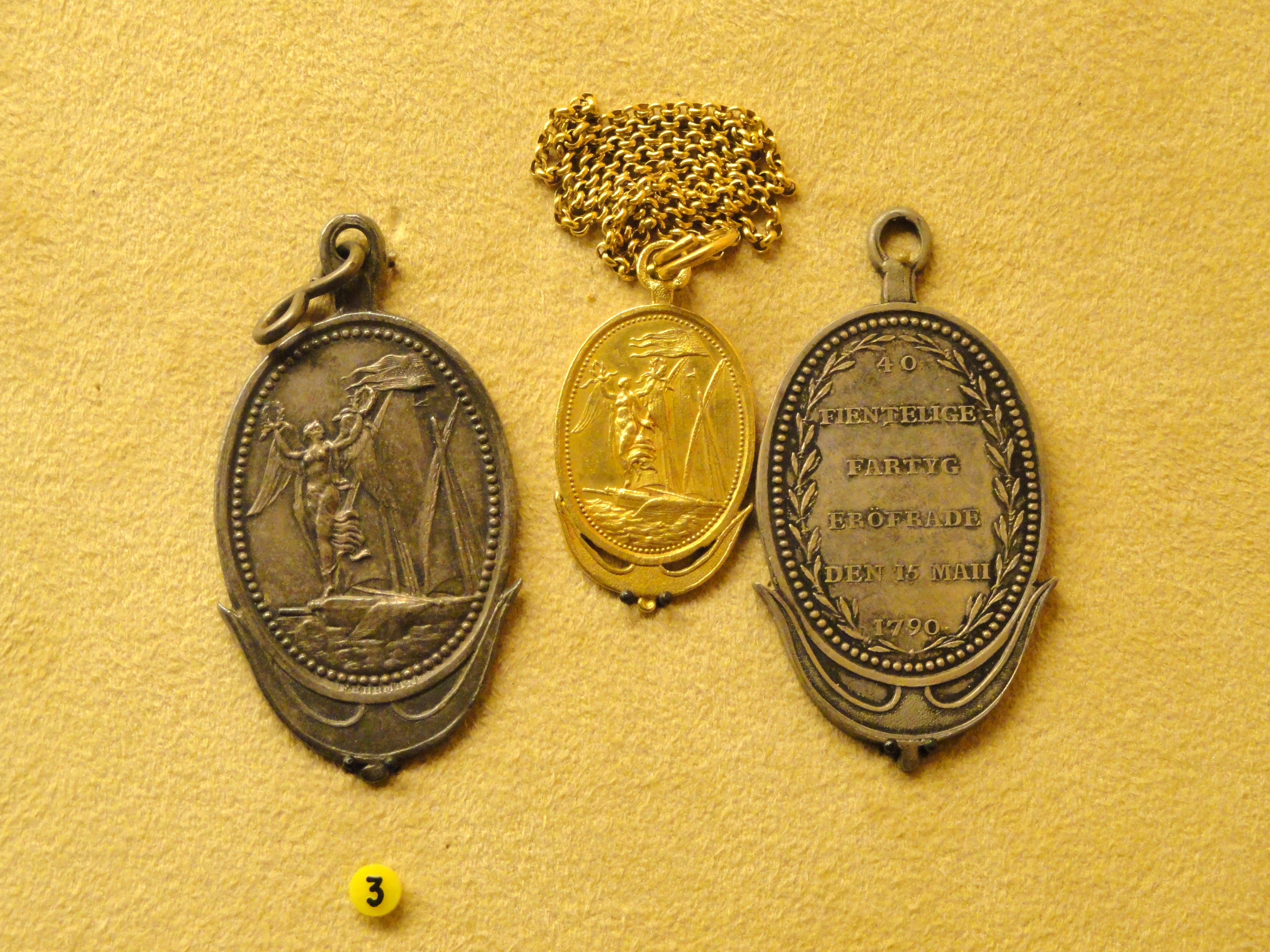
Svensksundsmedaljen, som består av tre medaljer: en för segern i Fredrikshamn, en för segern vid Svensksund och en för de som deltog vid båda segrarna.
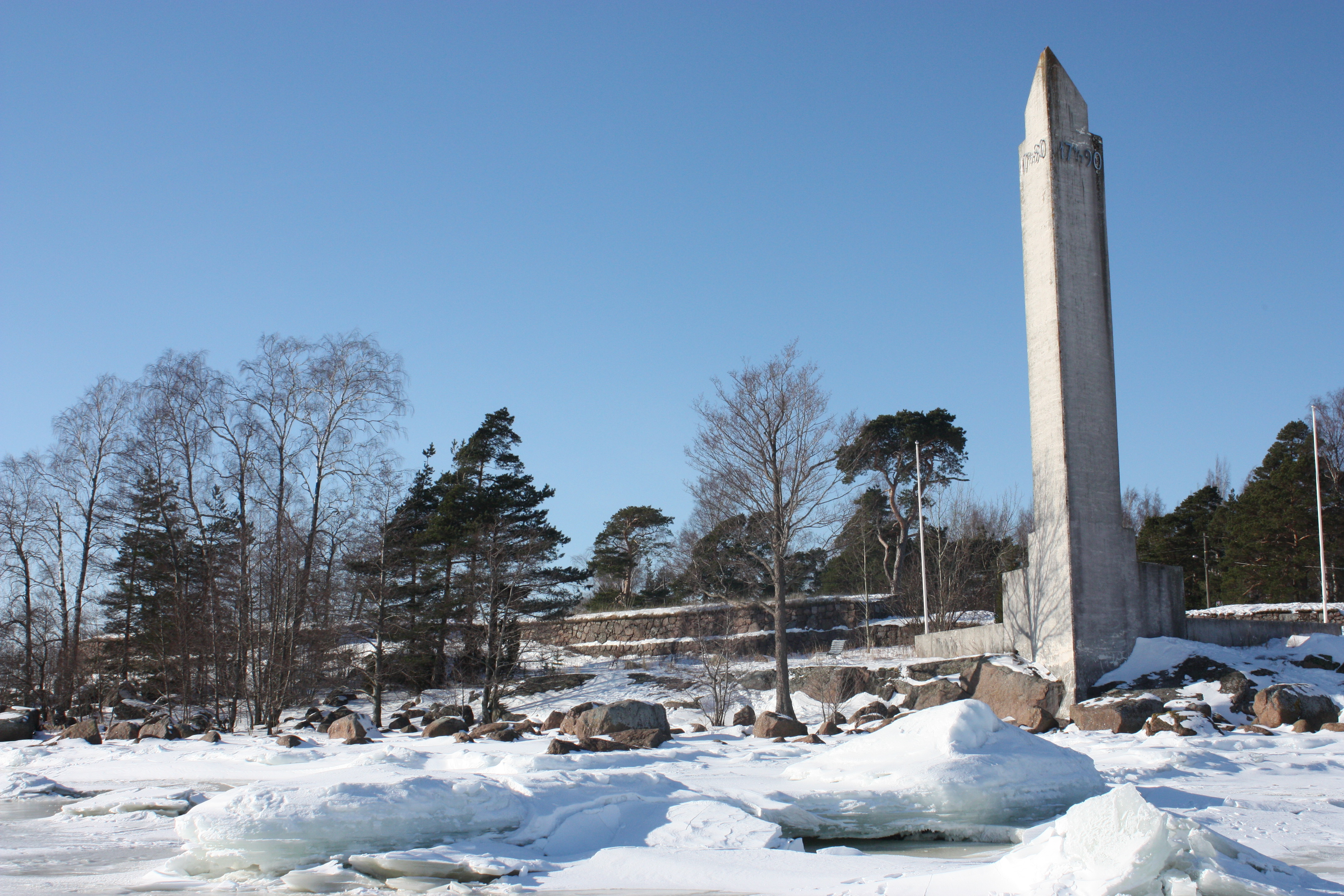
Minnesmärket över slaget vid Svensksund vid Kråkskär, Kotka. Skapad av Henrik Bruun.
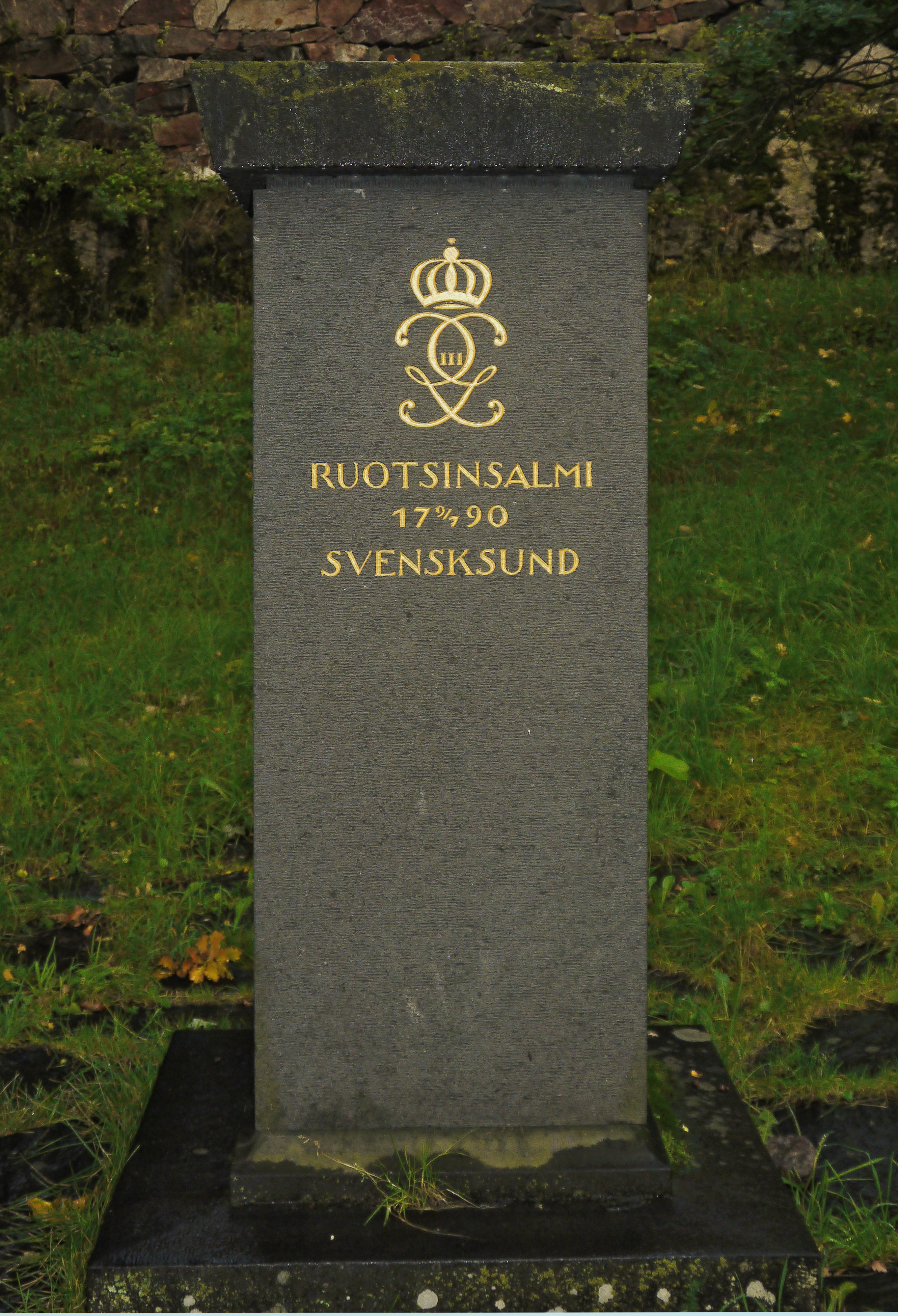
Svensksundsstenen i Ehrensvärds trädgård, Sveaborg. Skapad av Birger Brunila.
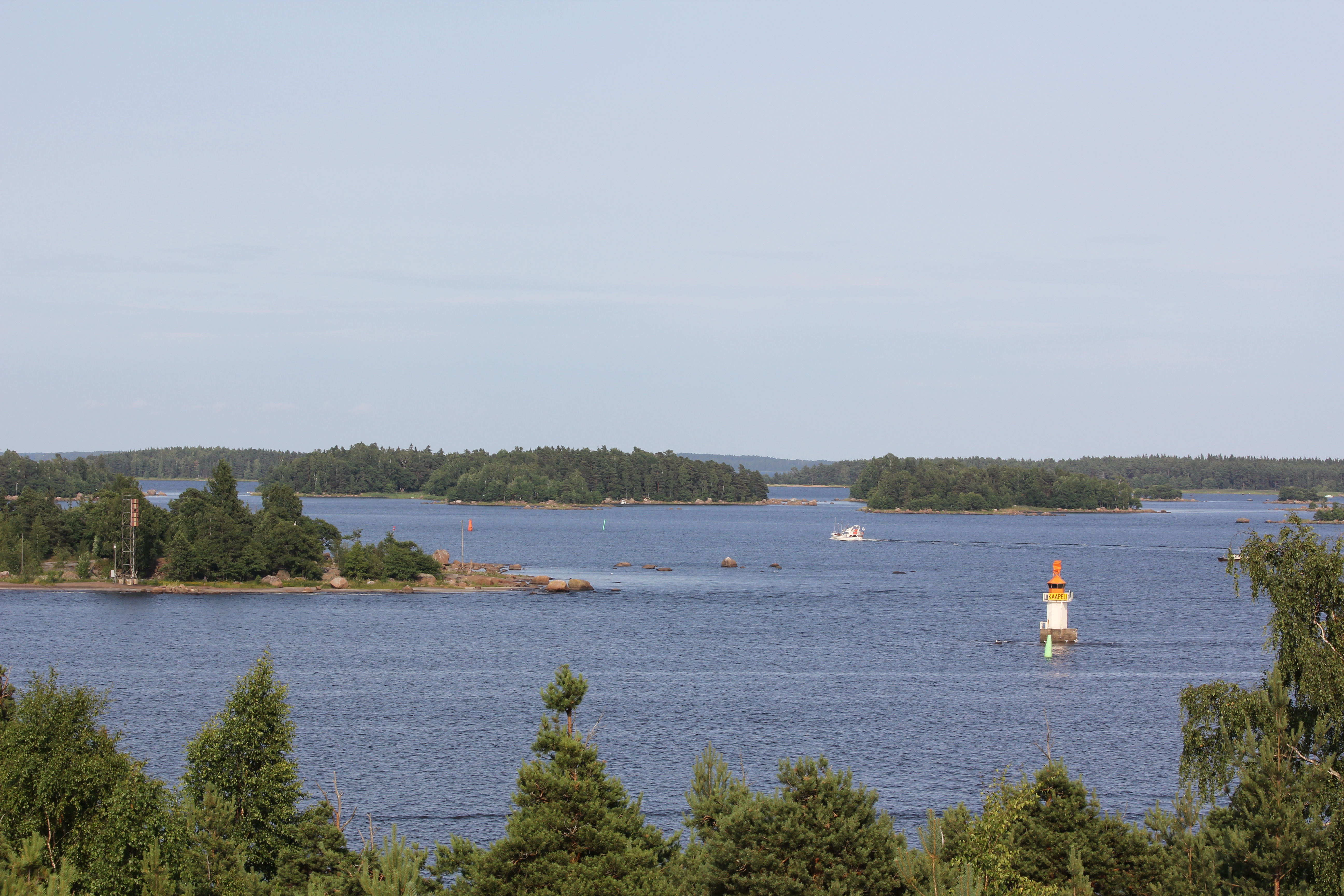
En båt på väg mot Svensksund. Fotograferad från utsiktstornet på Luotsi-Kuusinen.

### Fotnoter
1. ↑  Turuman Norden skulle ha funnits med i centern, men hon kom till Svensksund först kl 5 på morgonen den 9 juli och fick istället lägga sig bakom de övriga skärgårdsfregatterna i centern.[14]
2. ↑  Hemmeman Oden, som förlorades vid det första slaget vid Svensksund, återtogs av svenskarna under det andra slaget.[10] Den förlorades dock åter till ryssarna i samband med Sveaborgs kapitulation i maj 1808.